# 桂離宮

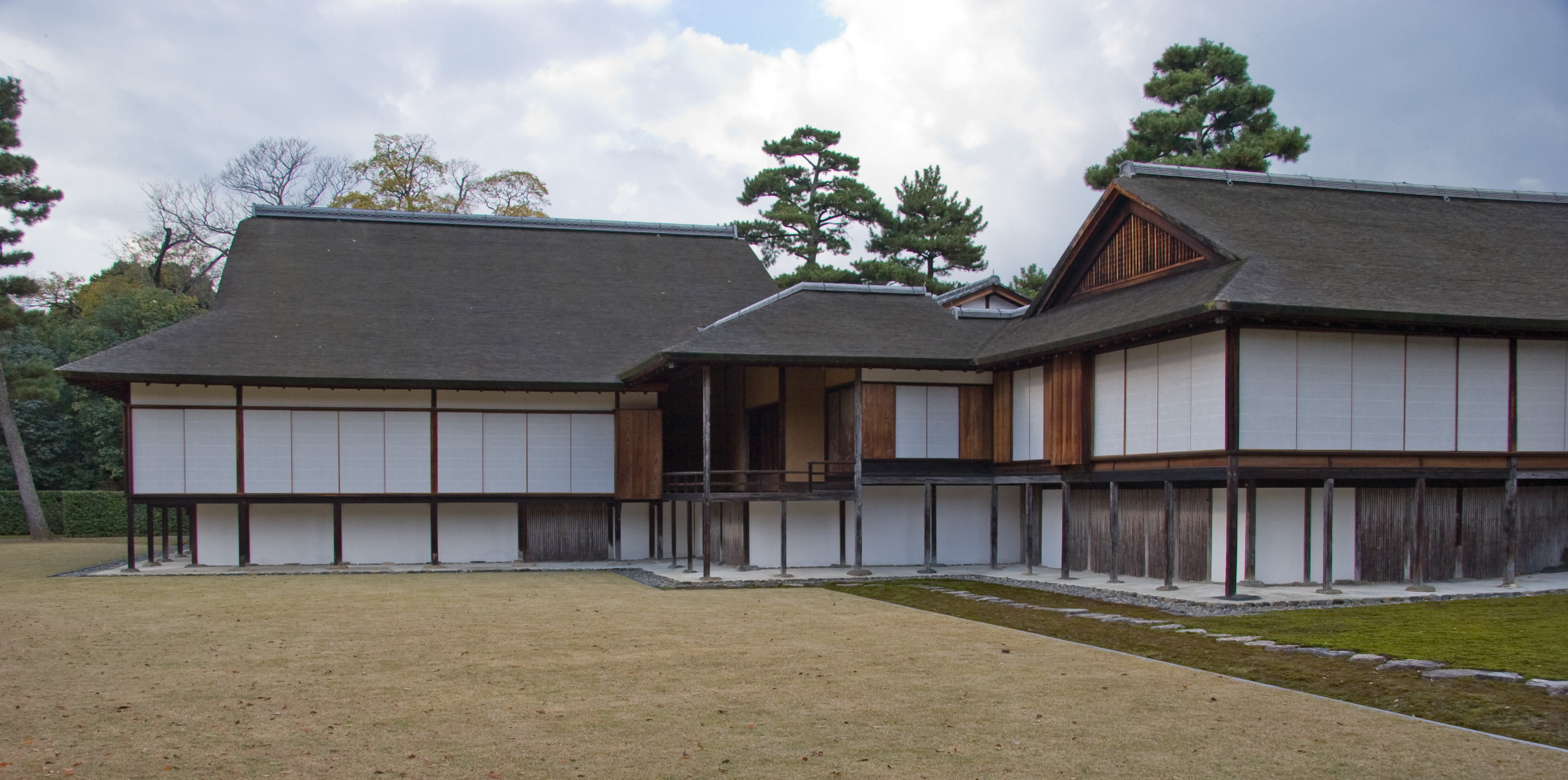
書院群（左から新御殿、楽器の間、中書院）

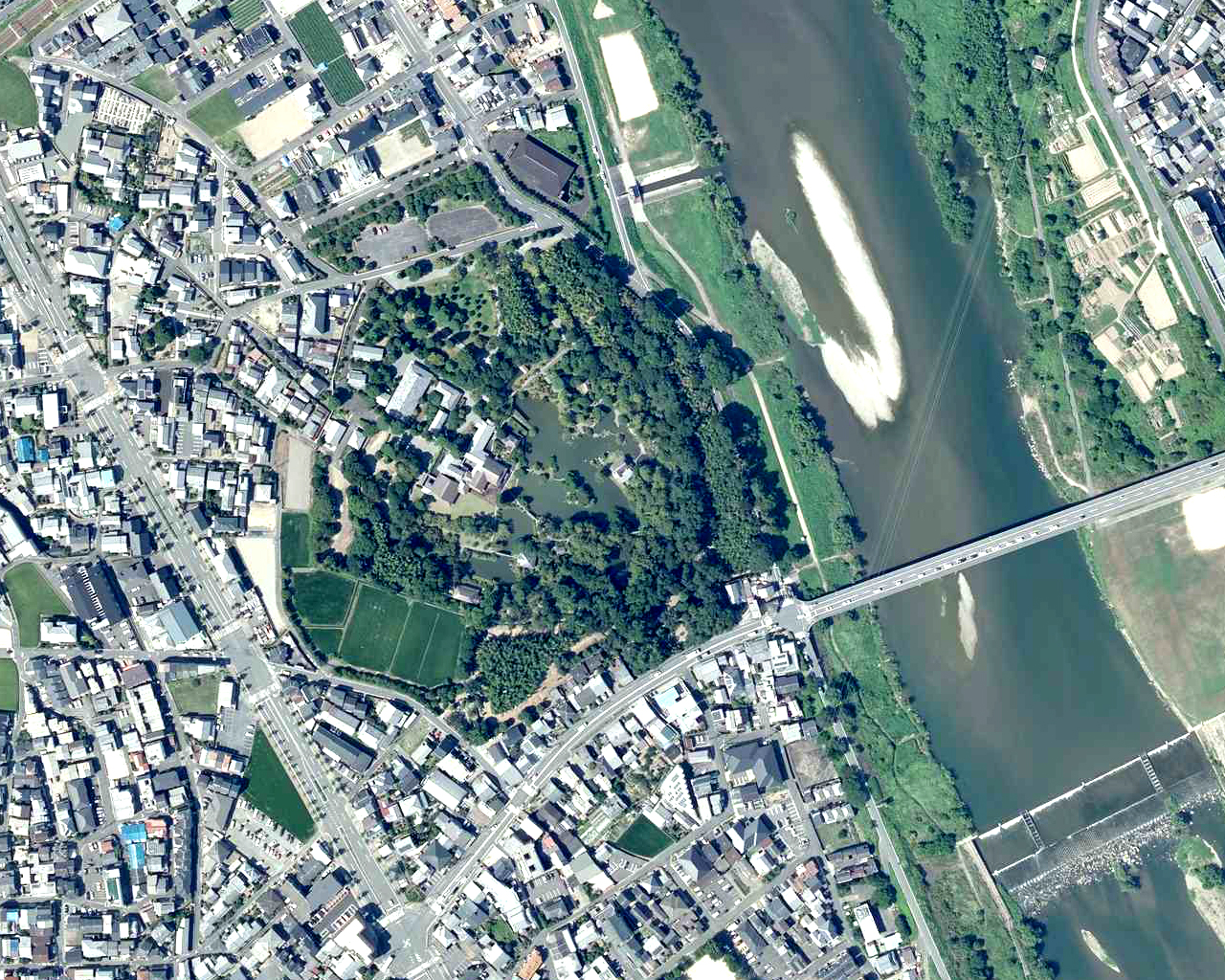
桂離宮付近の空中写真。（2020年8月19日撮影）右手の橋梁は桂川に架かる桂大橋。

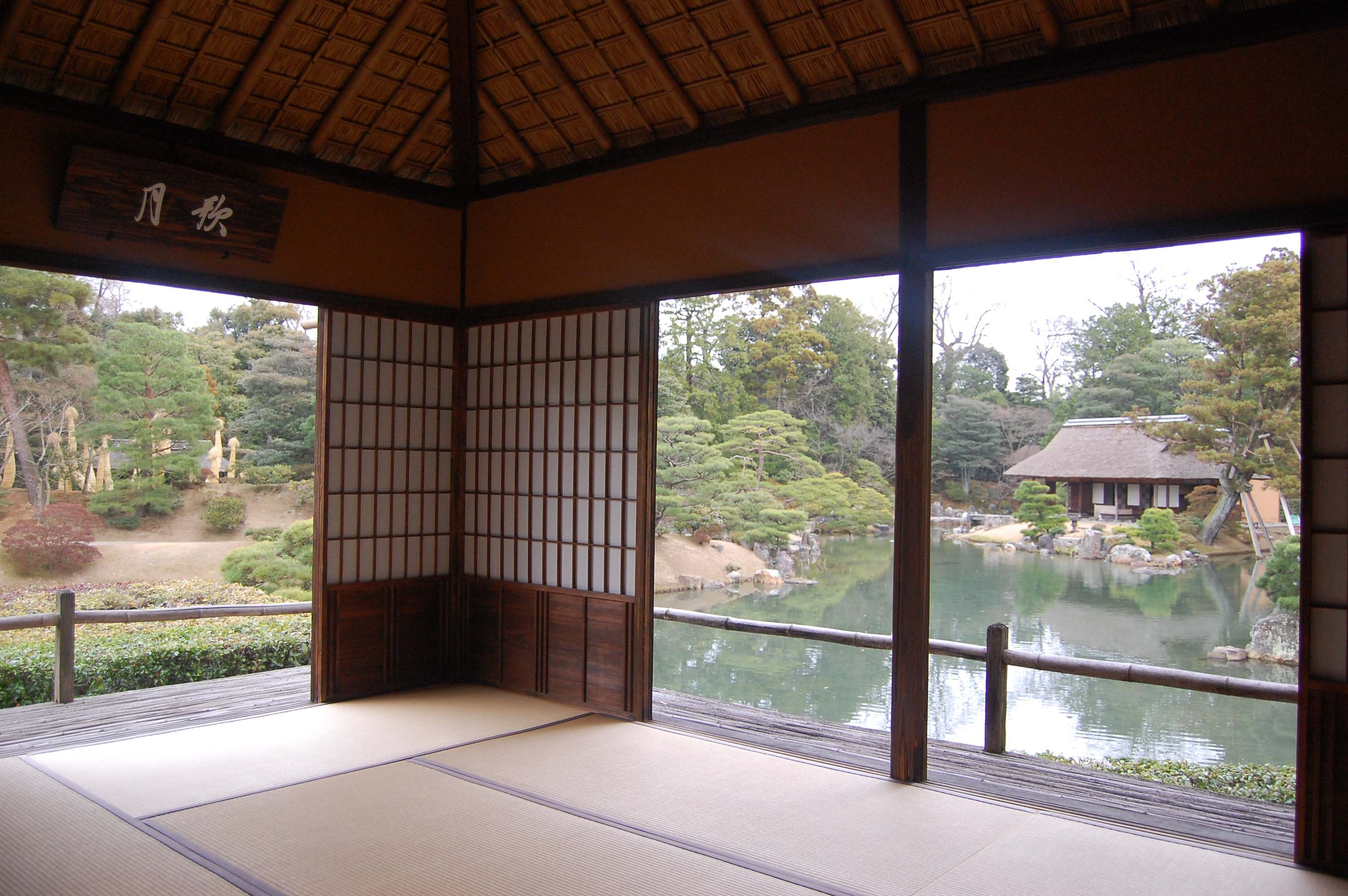
月波楼「中の間」から松琴亭を望む

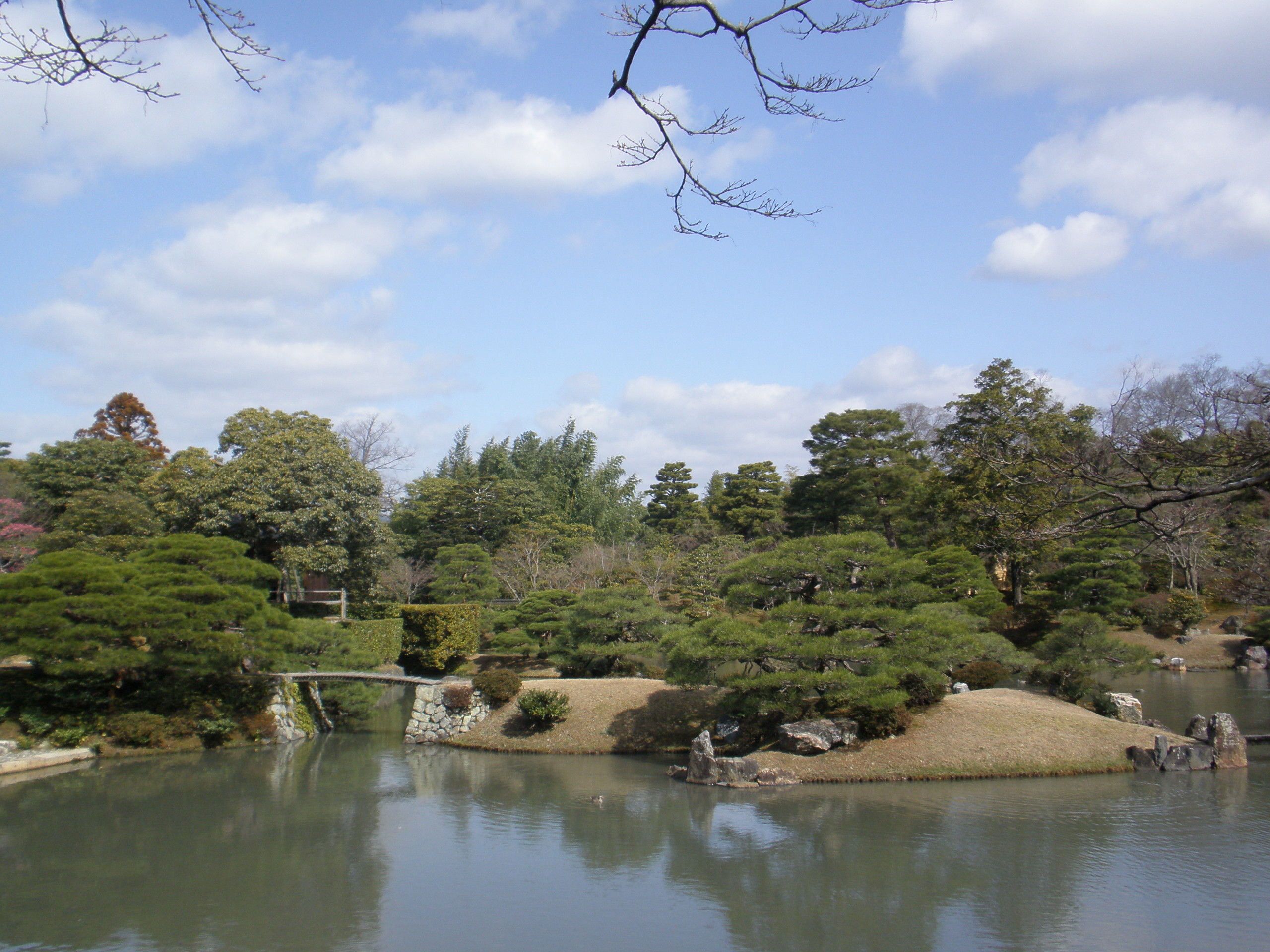
中島

桂離宮（かつらりきゅう）は、京都市西京区桂にある皇室関連施設。江戸時代の17世紀に皇族の八条宮家の別邸として創設された建築群と庭園からなる。総面積は付属地を含め約6万9千平方メートルで、うち庭園部分は約5万8千平方メートルである。離宮とは皇居とは別に設けた宮殿の意であるが、「桂離宮」と称するのは明治16年（1883年）に宮内省所管となってからで、それ以前は「桂別業」などと呼ばれていた。江戸時代初期の造営当初の庭園と建築物を遺しており、当時の朝廷文化の粋を今に伝えている。回遊式の庭園は日本庭園の傑作とされる。また、建築物のうち書院は書院造を基調に数寄屋風を採り入れている。庭園には茶屋が配されている。現在は宮内庁京都事務所により管理されている。創建以来火災に遭うこともなく、ほぼ完全に創建当時の姿を今日に伝えている。昭和39年（1964年）に農地7千平方メートルを買い上げ景観保持の備えにも万全を期している。

## 概要
桂離宮は京都市の西郊、桂川西岸の旧・下桂村に位置する。ここは桂川とかつての山陰道（丹波街道）が交わる、交通の要衝であった。川と道の交点にはかつては「桂の渡し」があり、現在は桂大橋が架かる。
桂の地は、古くから貴族の別荘地として知られ、平安時代には藤原道長の別荘（当時は「別業」といった）である桂殿が営まれていたという。また、『源氏物語』「松風」帖に登場する光源氏の「桂殿」はこの地にあったという設定である。物語に登場する冷泉帝は「月のすむ川のをちなる里なれば桂の影はのどけかるらむ」という歌を詠んでいる。この地は風流な観月の名所としても知られていた。桂離宮の近くの西京区松室には月読神社があり、桂の地名も中国語の「月桂」の故事から来ているという。こうした地にある桂離宮には、観月のための装置という意味合いがある。それとともに、池での舟遊び、庭に点在する茶屋を用いての茶会、酒宴など、さまざまな遊興や行事の場としての機能があり、単なる鑑賞のための庭ではなかった。
桂離宮は最古の回遊式庭園として知られ、庭園と建物が一体となって、日本的な美を形成している。作庭者については、古くから小堀遠州とする伝承があるが、遠州自身が作庭を直接差配したとは考えがたい。実際に作庭に携わった可能性のある人物としては、遠州の義弟である中沼左京、遠州の門下である玉淵坊などの名前が挙げられている。
桂離宮は八条宮家初代の智仁親王（1579年 - 1629年）によって基礎が築かれた。智仁親王は正親町天皇の皇孫、後陽成天皇の弟に当たる。智仁親王は初め豊臣秀吉の猶子となったが、秀吉に実子が生まれたため、八条宮家（桂宮家）を創設したものである。本邸は京都御所の北側、今出川通りに面して建設され、現存する（ただし築地塀と表門・勅使門だけを残し、御殿は明治時代、離宮となった二条城に本丸御殿として移築されている）。
桂離宮の書院は「古書院」「中書院」「新御殿」の3つの部分に分かれ、このうち古書院の建設は1615年頃と推定される。書院、茶屋、庭園などの造営は、八条宮家2代の智忠親王（1619年 - 1662年）に引き継がれ、数十年間をかけて整備された。八条宮家は常磐井宮、京極宮、桂宮と名前を変えた後、1881年に断絶し、桂離宮は1883年から宮内省の管轄になった。第二次世界大戦後は、宮内庁が管理している。1976年から実施された大修理で、文化庁が調査のため、中書院の地下の発掘作業をしていた時、人工的な池の跡が発見された。そこには桂離宮が造られる以前の遺物が多数見つかっており、智仁親王が発見した桂殿の跡地に造られたとされる証拠となった。
桂離宮の敷地総面積は約7万平方メートルであるが、これには北側の緑地と南側の農地を含んでおり、庭園部分の面積は約5万8千平方メートルである。庭園は多くの入江と複雑な汀線をもつ池を中心とし、池には大小5つの島がある。池の西岸の平坦地には古書院、中書院、新御殿が北東から南西へ雁行形に並ぶ。中書院と新御殿の間には小規模な「楽器の間」がある。これらの建物は一時に建てられたものではなく、元和初年から寛文初年（1615年頃 - 1662年頃）にかけて順次建立されたものである。古書院の西には「御末所」と「臣下控所」、中書院の西には「旧役所」があるが、これらは明治時代に書院群の修理が行われた際に建てられたものである。他の建物としては茶屋として松琴亭、賞花亭、笑意軒、月波楼の4棟、持仏堂の園林堂がある。古記録によれば茶屋は5棟あったが、残り1棟の竹林亭は現存しない。
ドイツの建築家ブルーノ・タウト、ヴァルター・グロピウスといった、外国の建築家も桂離宮を、簡素さの中に美と深い精神性を表した建築及び庭園として高く評価した。昭和8年（1933年）に来日したブルーノ・タウトは桂離宮の簡素な美を絶賛し、その知名度を国際的に高めた。古書院の広縁から張り出した竹縁（月見台）から庭園を鑑賞したタウトは、その時の感興を「ここに繰りひろげられている美は理解を絶する美、すなわち偉大な芸術のもつ美である。すぐれた芸術品に接するとき、涙はおのずから眼に溢れる」（篠田英雄訳）と表現した。

## 歴史

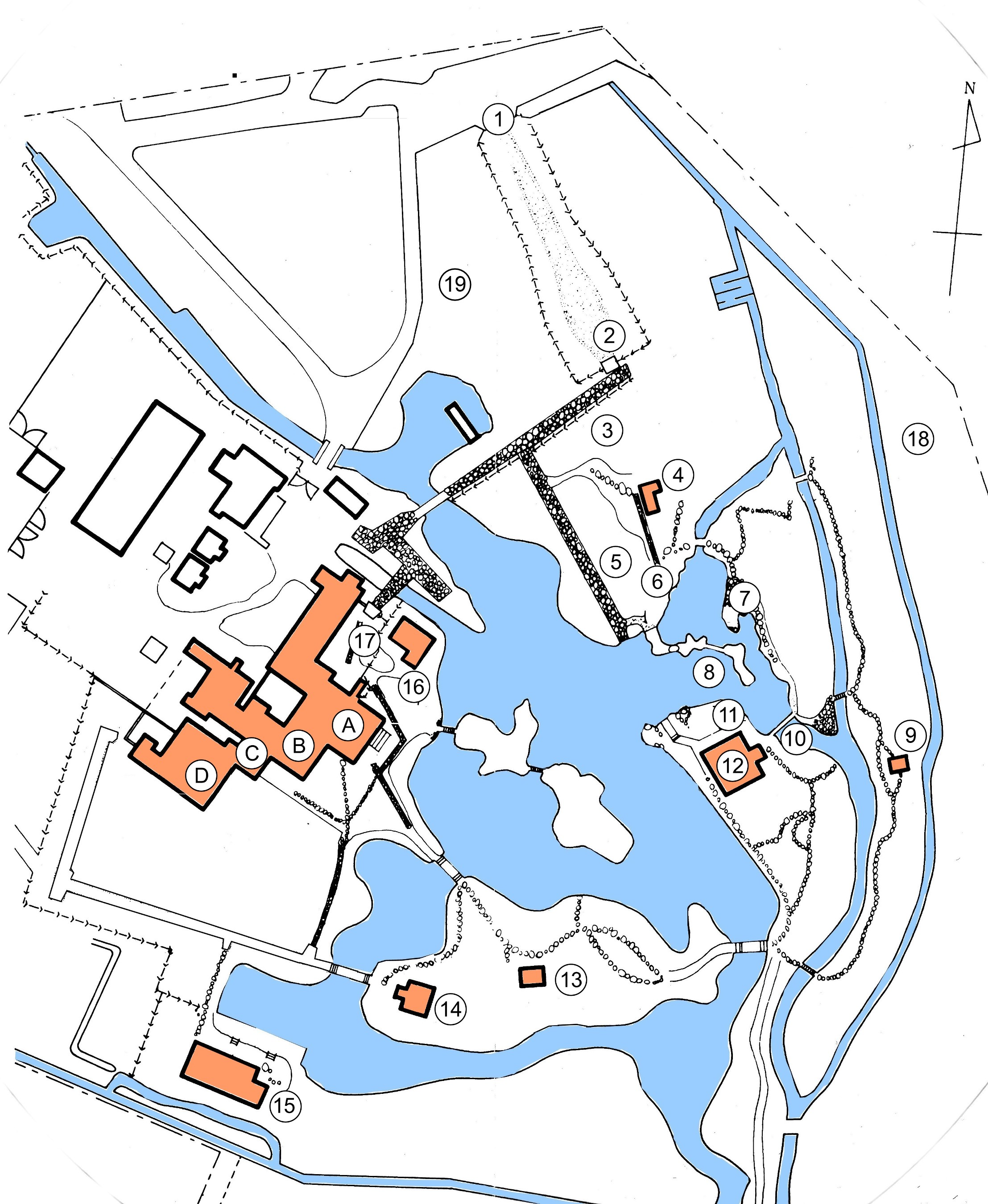
配置図 1.表門、2.御幸門、3.御幸道、4.外腰掛、5.蘇鉄山、6.延段、7.洲浜、8.天橋立、9.四ツ腰掛（卍亭）、10.石橋、11.流れ手水、12.松琴亭、13.賞花亭、14.園林堂、15.笑意軒、16.月波楼、17.中門、18.桂垣、19.穂垣、A.古書院、B.中書院、C.楽器の間、D.新御殿

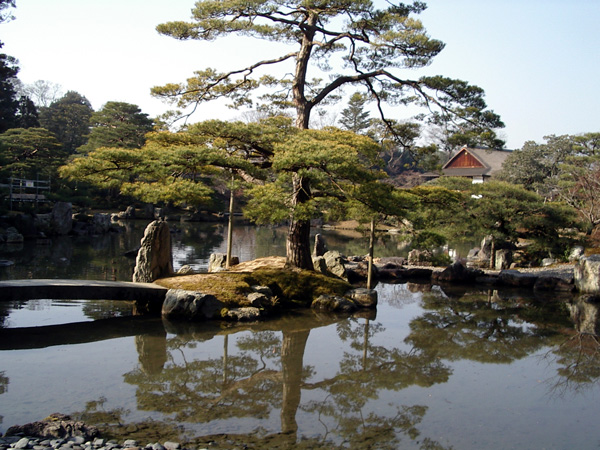
天橋立

桂別業の歴史、建築、庭園については、藤島亥治郎（『桂離宮』、1944）、堀口捨己（『桂離宮』、1952）、森蘊（『桂離宮の研究』、1955）などにより、研究が積み重ねられてきた。桂別業の正確な創建年代や造営経緯の詳細については不明で、八条宮の日記などの断片的な記録から推測するほかないが、昭和の大修理時の調査により、主要な建物は半世紀以上をかけ、3期に分けて造営されたことが明らかになっている。桂別業が所在する下桂村は八条宮の知行地であった。同村が八条宮の所領であったことを示す史料として、元和3年（1617年）9月11日付、将軍徳川秀忠の花押のある知行安堵状がある。これによれば、当時、下桂村や桂川対岸の川勝寺村など6か村、3千石余が八条宮の知行地であった。同朱印状に「右如先々可有全御知行之状如件」とあることから、下桂村など6か村は元和3年以前（「先々」）から八条宮の領地であったことが明らかである。
元和年間（1615 - 1624年）には下桂に「茶屋」と呼ばれる建物が存在し、智仁親王がそこへ出向いていたことは、現存する史料から読み取れる。智仁親王自身が編んだ『智仁親王御年暦』の元和2年（1616年）6月27日条には「六月廿七日川勝寺瓜見。桂川逍遥。連歌衆乱舞衆同道」との記録があり、2日後の同年6月29日条には「女御御方川勝寺桂へ御成了」とある。文中の「女御」は後陽成天皇（智仁親王の兄）の女御で後水尾天皇の母である近衛前子（中和門院）を指す。智仁親王が川勝寺（桂の隣村）に「瓜見」に訪れたということは、領主として領地を見回るという意味があったとみられ、桂に女御の「御成」があったということは、女御を迎えるための茶屋等の施設がすでに存在していたことを推定させる。「下桂の茶屋」の存在を明記した初期の史料としては、同じ頃に書かれた智仁親王の書簡があり、そこには「来月四日、下桂瓜畠之かろき茶やへ陽明御成に候」とある。「陽明」とは近衛信尋（後陽成天皇皇子、智仁親王には甥にあたる）を指す。この書簡は年紀を欠くが、考証により元和4年（1618年）6月に書かれたものと推定され、下桂にあった「瓜畑の軽便な茶屋」に信尋を招く計画のあったことが知られる。当時の「茶屋」という用語には、領主が領地を見回る際の足掛かりとなる場所という意味合いもあり、八条宮家の桂別業も当初はそうした意味合いの強い施設であったとみられる。前述の『御年暦』の元和6年（1620年）6月18日条には、「女御入内、下桂茶屋普請スル、度々客アリ」とあり、「下桂茶屋」の存在が明記されている。「女御入内」とは、この日、徳川秀忠女の和子（東福門院）が後水尾天皇の女御として入内したことを指す。「普請スル」とは、すでに建っている茶屋の改装や改修を行ったことを指すと解釈されている。
以上のような史料と、1976年から行われた「昭和の大修理」時の知見により、おおむね元和初年（1615年）頃に現在「古書院」と呼ばれる建物が完成したとみられ、それから半世紀近くにわたり、三期に分けて、現存する桂離宮の書院群と庭園が整備されたとみられる。相国寺鹿苑院主昕叔顕晫（きんしゅくけんたく）の『鹿苑日録』寛永元年（1624年）6月18日条に、桂別業に触れて「赴桂八条親王別墅、庭中築山作鑿池、池中有船、有橋、有亭、亭上見四面山、天下之絶景也、及暮而帰矣」とある。「桂の八条親王の別邸には庭に山を築き、池を鑿（うが）ち、船を浮かべ、橋があり、亭があり、亭からは四方の山が見えた」という内容で、当時の桂別業の様子が描写されている。翌寛永2年（1625年）に以心崇伝の記した『桂亭記』には、「構華殿、築玉楼」（華殿を構え、玉楼を築き）という句があり、多少の文飾はあるとしても、寛永元年までには桂別業の第1次造営が完成し、建物や庭園が整備されていたことが窺える。
寛永6年（1629年）、智仁親王が死去する。当時、八条宮2代の智忠親王は数え年11歳で、桂別業の整備を引き継ぐにはまだ若かった。前出の昕叔顕晫は、『鹿苑日録』寛永8年（1631年）8月24日条でこの日に立ち寄った桂別業について「無修補故荒廃甚」と述べており、智仁親王没後2年にしてすでに荒廃が始まっていたとみえる。その後、智忠親王により、現在「中書院」と呼ばれている建物が整備されたのは寛永18年（1641年）頃と推定されている。この建物には狩野探幽・尚信・安信の3兄弟が障壁画を描いているが、この3人が京都にいたのが寛永18年であることがその主な根拠である。翌寛永19年（1642年）、智忠親王は前田利常女の富姫を娶るが、このことも別業整備の契機になっていたとみられる。慶安2年（1649年）、鹿苑寺の鳳林承章は桂別業での茶会に招かれた時の様子を『隔蓂記』に記し、「於桂御茶之湯也（中略）御茶後方々御茶屋五ヶ所有之。於処々而酌酉水、御遊興」と述べている。これによれば、当時の桂別業の庭園には茶屋が5か所あり（現存するものは4か所）、智忠親王が自ら茶を点てた茶会の後には、別業のあちらこちらで酒宴や遊興があったという。この記録は当時の桂別業の規模や使用方法を知ることのできる史料であり、この頃までに別業の第2次造営が完成していたとみられる。
続く第3次造営（新御殿の建立）は寛文2年（1662年）頃に行われたとみられる。現在「新御殿」と呼ばれる建物は、翌寛文3年（1663年）の後水尾院桂御幸に備え、御幸御殿として整備されたとするのが通説である。ただし、当時法体であった後水尾院のための御幸御殿というよりは、八条宮2代智仁親王ないし3代穏仁親王自身の御座所として整備されたのではないかとする見方もある。智忠親王は寛文2年に死去し、寛文3年の後水尾院御幸の際の当主は3代穏仁親王であったが、同親王は2年後の寛文5年（1665年）に23歳で死去。以後の八条宮家（後に常盤井宮、京極宮、桂宮と改称）は短命の当主が続き、当主のいない時期も長かった。7代京極宮家仁親王（1704 - 1768年）は歴代の中では珍しく長命であった（65歳で死去）。のみならず、同親王は桂別業にしばしば滞在し、庭園や建物の修復整備にも力を注いだ。この頃には桂別業の名園としての評価が高まり、訪れる人も多くなっていた。8代京極宮公仁親王が明和7年（1770年）に死去した後は当主のいない時代が40年も続いた。9代桂宮盛仁親王、10代桂宮節仁親王はそれぞれ2歳、4歳で早世しており、明和4年以降、11代桂宮淑子内親王が当主となった文久2年（1862年）まで90年近くの間、宮家の当主は不在も同然であった。淑子内親王が没した明治14年（1881年）をもって旧八条宮家である桂宮家は断絶した。
明治4年（1871年）の上地以後は宮内省の管轄となり、岩倉具視の意向をうけた桂宮家令・宇田淵のもと、「桂別邸」として再出発する。明治10年（1877年）2月18日には明治天皇の行幸を仰ぎ、翌明治11年（1878年）の京都博覧会開催中には今でいう「特別拝観」が行われ、一般市民に初めて見学が許可される。
明治16年（1883年）以降、桂別邸は「桂離宮」と称されるようになり、宮内省によって保存修理が図られる。明治20年代～30年代、柱の取り替えや土壁の塗り替えなどを実施。明治29年（1896年）には、 新御殿の棟上と松琴亭、月波楼脇の樹上に避雷針が新設された。昭和9年（1934年）の室戸台風時に賞花亭が全壊し、翌昭和10年（1935年）、新材を用いて再興されている。昭和50年（1975年）英女王エリザベス2世・エディンバラ公が野点を体験。現在まで多くの国賓、公賓、王族が参観に訪れている。
建物については、昭和51年（1976年）から「昭和の大修理」が実施され、古書院などの書院群の修理は昭和51年から昭和57年（1982年）、松琴亭などの茶屋の修理は昭和60年（1985年）から平成3年（1991年）にかけて行われた。修理に際しては、劣化した木材はアクリル樹脂を用いて硬化して再用し、屋根葺材、壁土、畳、襖、唐紙、飾金具などには伝統材料と伝統工法が用いられた。これらの修理のために、文化財建築修理の経験を有し、伝統工法に習熟した大工、左官、畳師、表具師、唐紙師、錺師などの職人が動員された。

## 建物と庭園

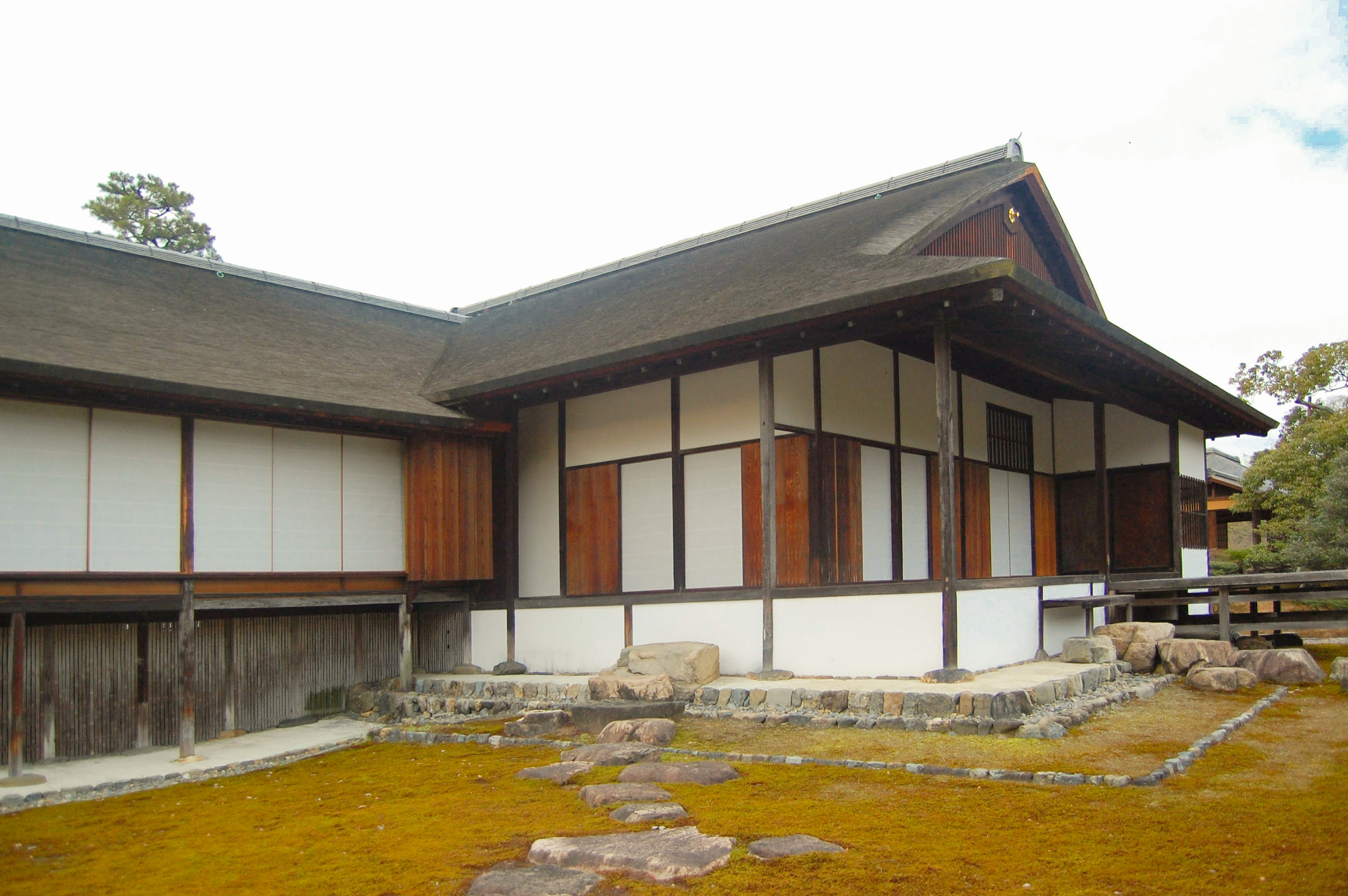
古書院

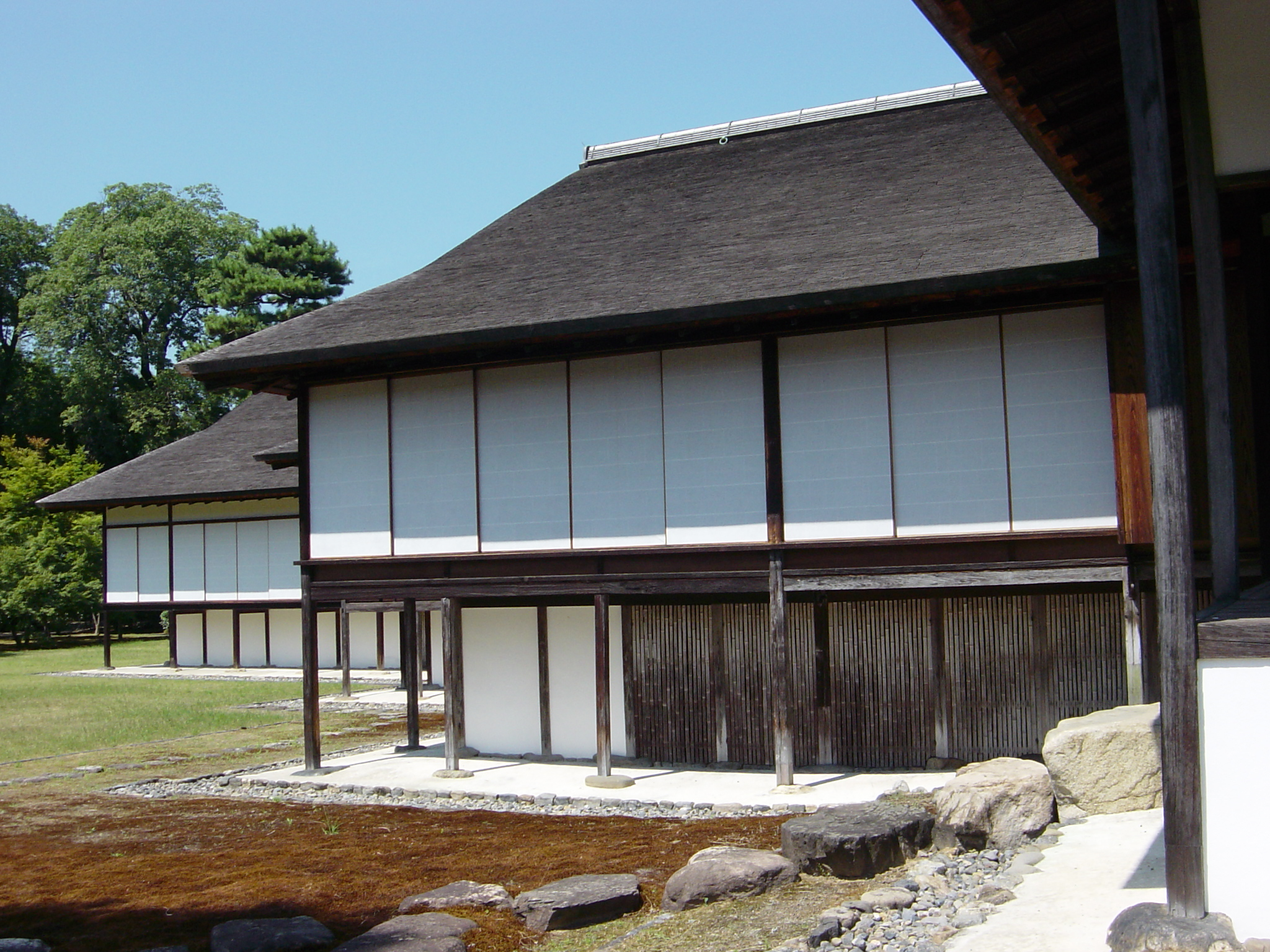
中書院

桂離宮の建造物は書院群と池の周囲に散在する御茶屋群で構成されている。古書院、中書院、新御殿はいずれも入母屋造、杮板という薄い板を葺足にして竹針で止める柿葺（こけらぶき）の屋根で、書院造を基調としているが、数寄屋風の要素も見られる。回遊式庭園には、桂川の水を引いた池を中心に、茶屋、築山、州浜、橋、石灯篭などを配している。茶屋は松琴亭（しょうきんてい）、賞花亭（しょうかてい）、笑意軒（しょういけん）、月波楼（げっぱろう）の4棟があり、他に持仏堂の園林堂（おんりんどう）がある。また池では舟遊びも楽しむことができ、それぞれの茶屋に船着場が設けられている。

### 古書院
古書院（こしょいん）は東西棟の入母屋造、杮葺の建物で、規模は東西7間半、南北5間半（「間」はここでは畳の長辺の長さ）、実寸は東西が15.8メートル、南北が10.9メートルである。正確には、建物の東西の軸線は東南方向に29度ほど振れており、これは寛永元年（1624年）の月の出の方位と一致しているという。入母屋屋根の妻側を池に向けており、妻飾りは木連格子（きつれごうし）とする。古書院の入口は北側にある中門である。中門を入ると杉苔で覆われた壺庭があり、切石を組み合わせた延段（敷石道）が古書院の玄関口である「御輿寄」（おこしよせ）へ向けて斜めに伸びる。この延段は「真の延段」と呼ばれる。ここで言う「真」は「真・行・草」（漢字の3書体）の「真」であり、「行の延段」は後述の「外腰掛」前、「草の延段」は笑意軒前にある。壺庭内には延段のほかに、自然石と切石を混ぜた飛石が打たれ、別名「切支丹燈籠」ともいう織部燈籠が立つ。御輿寄の手前には4段の幅の広い石段があり、その上に横長の沓脱石がある。この沓脱石は6人分の沓の幅があることから「六つ沓脱」と称される。石段、沓脱石ともに御影石製である。
古書院の間取りは、大小8室からなる。南東隅に主室の「一の間」があり、その北に「二の間」「縁座敷」と続く。「縁座敷」の西は前述の「御輿寄」で、その南に「鑓の間」「囲炉裏の間」があり、「鑓の間」の西は「膳組の間」、「囲炉裏の間」の西は「御役席」である。一の間・二の間の東には1間幅の広縁がある。縁は矩折れに一の間の南にも続くが、南側では幅が半間になる。広縁のさらに東には「月見台」と称する露台がある。中書院、新御殿が杉の面皮柱を使用するのに対し、古書院は松の角柱を使用し、内法上は鴨居のみで長押を省略するなど、全体に地味な意匠になる。内法上の壁も、中書院・新御殿が錆土を用いた色付壁とするのに対し、古書院は白の漆喰塗り壁である。この漆喰塗り壁は「パラリ壁」とも呼ばれ、天然醸造の消石灰を用いている。昭和の大修理に際しては、高知県から伝統製法の天然醸造による俵灰を取り寄せて用いた。一の間は10畳大で、うち1畳を畳床（たたみどこ）とする。一の間の床柱のみは角柱でなく杉の面皮柱を用いている。床壁の貼付や襖は桐紋を雲母刷した唐紙である。二の間は15畳。鑓の間は御輿寄（玄関）の南に続く10畳間で、室名は天井に鑓掛けがあることに由来する。囲炉裏の間は10畳間で、うち1畳分を囲炉裏とし、天井に煙出しを設ける。周囲は囲炉裏の飛び火を防ぐために襖でなく板戸を用いている。隣の御役席との境の板戸には彩色で「諫鼓鶏」（かんこどり）の図を描く。諫鼓とは、中国の伝説で、人民が天子に諫言をするときに打ち鳴らしたとされる太鼓のことである。諫鼓鶏とは、その諫鼓の上に鶏が止まっている、すなわち諫鼓を打つ必要がないような善政が行われていることの寓意である。この図は狩野永敬の筆とされるが確証はない。縁座敷には崇伝による『桂亭記』の扁額が掛かる。これはもとは縁の小壁に掛かっていたものである。二の間の東側、広縁のさらに先に月見台がある。池に面した6畳大、竹簀子張りのテラス状のスペースで、その名のとおり観月のための装置である。
古書院の建立年代については、中書院と同時期の建立かどうかを含めて諸説あったが、昭和の大修理の際の調査により、中書院との接続部の部材に残る改造痕跡などから、当初、古書院は単独の建物として存在しており、中書院は後から建て増しされたことが明らかとなった。古書院の建築年代は、様式的に中書院や新御殿より古く、『智仁親王御年暦』の記載などとも併せ、下桂村が八条宮の所領となって間もない元和元年（1615年）頃と推定されている。また、部材の風蝕痕から、御輿寄と膳組の間は当初は吹き放しの板間であったことが判明した。現在の囲炉裏の間と御役席も当初はもっと狭い部屋であった。昭和の修理時に、古書院の屋根の妻の懸魚にある六葉形が金箔押しであったことも判明し、修理後は金色に復元されている。

### 中書院
中書院（ちゅうしょいん）は南北棟の入母屋造、杮葺の建物で、規模は4間半四方である。間取りは、田の字形で南西に主室の「一の間」があり、その東（建物の南東側）に「二の間」、その北（建物の北東側）に「三の間」と続く。建物の北西側には「納戸」がある。建物の東面から南面にかけて、半間幅、畳敷の「折曲り入側縁」をめぐらす。古書院が松の角柱を使用するのに対し、中書院の柱は杉の面皮柱である。一の間は6畳で、西側に幅2間の大床があり、矩折れに北側には違棚がある。違棚には桂離宮には珍しく、鍍金菊花文の飾金具が用いられている。昭和修理時の調査により、この違棚は他の建物からの転用であることが判明している。二の間は8畳で、一の間・二の間境の欄間は木瓜形の窓を開ける。三の間は8畳で西側に1間幅の床（とこ）があり、床の右側は2畳大の「小間」である。ただし、三の間と小間の間には間仕切りはなく、一体の空間になっている。各室の襖や床（とこ）、違棚の貼付壁には狩野派絵師による水墨画が描かれている。筆者は一の間の「山水図」が狩野探幽、二の間の「竹林七賢図」が狩野尚信、三の間の「雪中禽鳥図」が狩野安信である。
まとめ
古書院と中書院とでは、縁や縁の下の構造にも差異がある。古書院の縁は板敷で吹き放しの濡縁であり、雨戸は奥まった位置に立っている。これに対し、中書院の縁は屋内の畳縁で、雨戸と明障子は建物の外縁部に立つ。古書院では雨戸の茶色と明障子の白が交互に目に映るのに対し、中書院では雨戸は日中は戸袋に納められているため、明障子の白色の面積が大きくなっている。この点は新御殿も同様である。古書院、中書院、新御殿とも、桂川の水害に備えた高床式の建物になっているが、このうち古書院では縁板より下を白壁で囲っており、縁の下の空間が一切見えないのに対し、中書院と新御殿では縁の下は吹き抜けとし、床下を覆い隠す白壁（一部は竹壁）は一段奥に引っ込んだ位置にある。
中書院の年代については、障壁画を描いた狩野探幽・尚信・安信の3兄弟が揃って京都にいたのが寛永18年（1641年）であり、その頃の建立と推定されている。建築様式的にもその頃の建立とみて差し支えなく、翌寛永19年に八条宮2代の智忠親王が前田利常の女の富姫を娶っていることも増築と関連するとみられる。なお、昭和の解体修理時の調査により、中書院の縁が当初は吹き放しであったこと、三の間西側の床と2畳の小間の部分は改造されていて、もとは納戸のような1室をなしていたことが判明している。これらの改造は新御殿増築時のものとみられる。

### 楽器の間
楽器の間は、中書院と新御殿の取り合い部に位置する小建物で、南北棟の杮葺、屋根は南側が寄棟造、北側が切妻造である。楽器の間のほか、東側に縁座敷、南側に吹き放しの広縁がある。楽器の間は3畳の小室で、南側に1間半、つまり部屋の長さと同じ幅の床（とこ）を設ける。室の北西側に中庭に面した小窓を空けるほかは、外部に面していない閉鎖的な部屋である。伝承では前述の床に琵琶、琴などの楽器を置いたともいうが、桂離宮の古図にはこの室を「シマイ（仕舞）部屋」「御化粧の間」などと称していることから、後水尾上皇行幸時の着替えの間だったのではないかといわれている。建物の南側、前述の床の裏にあたる位置は吹き放し、板敷、1間幅の広縁であり、庭に面した造り付けの腰掛がある。

### 新御殿
新御殿は南北棟の入母屋造、杮葺の建物で、規模は7間四方、実寸は一辺約14メートルである。内部は9室に分かれる。南東に主室の「一の間」があり、その北に「二の間」、その北（建物の北東側）に「水屋の間」と続く。建物の西側は、北列が「長六畳」と「御納戸」、中列が「御寝の間」と「御衣紋の間」、南列が「御化粧の間」と「御手水の間」である。一の間・二の間の東から南にかけて「折曲り入側縁」をめぐらす。建物南西の突出部に「御厠」「御湯殿」「御上り場」がある。柱は中書院同様、杉の面皮柱である。一の間は9畳大で、うち南西の3畳分を框一段分高くなった「上段」とし、ここに著名な桂棚と付書院がある。桂棚は修学院離宮の「霞棚」、醍醐寺三宝院の「醍醐棚」とともに「天下三名棚」に数えられるもので、黒檀、紫檀、伽羅、唐桐、唐桑など、輸入品を主とした18種の銘木を組み合わせて作られている。天袋に李白と林和靖図、地袋には円窓内の山水図を描き、狩野探幽の筆とされている。付書院は室外に張り出さない形式のもので、唐桑材の文机とその上の櫛形の窓からなる。櫛形窓の枠は黒柿、その上部の羽目板と袖壁はトチ材である。櫛形窓には明障子を立てる。文机の下は地袋ではなく吹き放しとし、奥に板戸を嵌めるが、この板戸は取り外し可能で、ここから風を入れることができる。二の間は9畳大で、南西の1畳分を床（とこ）とする。床脇の壁には木瓜形の窓を開ける。一の間・二の間境の欄間は幾何学的なデザインで「月の字崩し」ともいわれる。御寝の間は新御殿の中央に位置する10畳大の部屋で、周囲の襖を閉め切れば外部の光が入らなくなる。北東の1畳分のみ畳を一段高くし、その上部、内法やや下に「御剣棚」という三角形平面の袋棚を設けている。棚の引戸には「捩り張り」と称する紗を張っている。この棚は御剣、すなわち天皇の守り刀を納める場所とされているが、後水尾院が行幸したときは譲位後だったため、実際には御剣は所持していなかった。御化粧の間、御衣紋の間、御手水の間は天皇の着替えや整髪などに用いるための部屋である。御化粧の間には、前述の桂棚の裏にあたる位置に直線的デザインの棚があり、「裏桂棚」と称されている。入側縁は一の間・二の間寄りを畳敷、庭寄りを杉板敷とし、これらの境には欅材の框を入れる。
新御殿や楽器の間では、簡素な中にも釘隠、襖の引手、板戸の引手などの細部に独創的なデザインが施されている。その例としては、水仙形の釘隠（新御殿長押）、「月」の字形の引手（新御殿襖）、春夏秋冬の花を盛った4種の手桶形引手（新御殿板戸）、折松葉形の引手（楽器の間襖）、市女笠形の引手（楽器の間板戸）などがある。庭園の茶屋にも月波楼の杼（ひ、織機の部品）形の引手、笑意軒の矢形と櫂形の引手などがある。なお、これらの飾金具は、昭和修理時に復元製作されたものに取り替えられており、オリジナルは別途保存されている。
新御殿の建立時期は寛文2年（1662年）頃とするのが通説で、翌寛文3年（1663年）の後水尾院の桂別業御幸に備え、御幸御殿として建立されたとするのが古くからの解釈である。ただし、御幸御殿にしては、御化粧の間、御衣紋の間、御手水の間等の内向きの施設が充実しすぎていること、当時法体であった後水尾院（慶安4年・1651年落飾）にこれらの設備が必要であったか疑問視されることなどが指摘されている。このため、新御殿は、むしろ八条宮智仁親王（寛文2年没）ないし3代目の穏仁親王の御座所として建立されたのではないかとの説もある。昭和の修理時に、襖の下張り文書から万治3年（1660年）の年紀が見出され、この年が建立時期の上限とみられる。

### 松琴亭

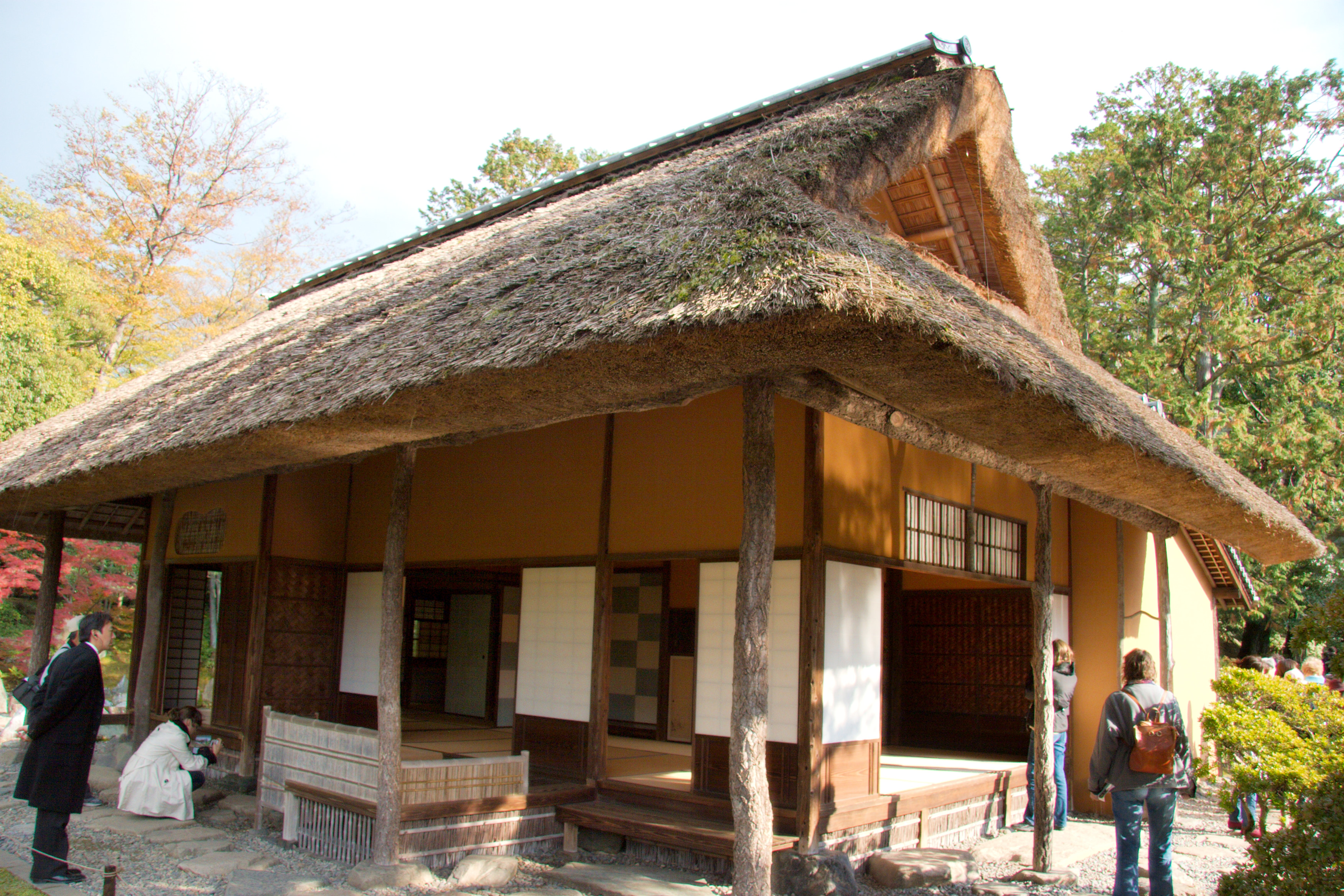
松琴亭

松琴亭は、池の東岸、間に小島を挟んで対岸の古書院と向かい合う位置にある、茅葺の田舎家風の茶屋である。建物は池に突き出た半島状の部分に位置してほぼ北面し、南を除く三方が池に面している。建築面積は56平方メートル。平面は中央に中庭を設けた「ロ」の字形であるが、屋根構成は複雑である。北側の東西棟、入母屋造、茅葺の部分が主体となるが、茅葺屋根の一部は、主体部と棟を直交させる形で西寄りの後方にも伸びている。主体部の後方東寄りには茶室があり、ここには杮葺屋根が掛かる。さらに建物の裏手、すなわち南面には瓦葺きの片流れ屋根が掛かり、この部分には水屋や竈などの裏方の設備がある。北側正面は深い土庇となり、その奥の西側（向かって右）に変形（L字形平面）11畳の「一の間」、東側に6畳の「二の間」がある。一の間の手前に「膳組所」が張り出す。二の間の後方は茶室である。一の間と茶室に挟まれた建物中央には中庭を設け、その北側は西が「次の間」、東が「勝手の間」である。さらに北には西側に土間を挟んで2つの板敷の間（西板敷、東板敷）があり、これらの東に「水屋の間」がある。土間には炉を設ける。東側妻に後陽成天皇宸筆の「松琴」の扁額を掛ける。昭和修理時にも松琴軒の正確な建立年代を示す資料は発見されなかった。ただし、後の増築との説もあった茶室については、一の間・二の間と同時の建築であることが判明した。
一の間は、鉤形の変形平面の11畳敷で、東側に床（とこ）、その向かって右に戸棚があり、戸棚と矩折れの位置に石炉を設け、石炉の上には袋棚を設ける。戸棚の襖には山水図、石炉上の袋棚の小襖には花鳥図が水墨で描かれ、これらは狩野派の作品である。後者の花鳥図に描かれる鳥は尾長鳥、翡翠（かわせみ）、鶺鴒（せきれい）、雀の4種である。床の壁面と、二の間境の襖とは、白と藍色の方形を互い違いに配置した抽象的な文様（市松文様）で全面が覆われている。これは白と藍染の加賀奉書を張ったもので、桂離宮にみられる斬新なデザインの代表例として知られている。襖や小襖の引手には結び紐形、七宝文、螺貝形などが用いられている。これらの金物は、嘉長の作と伝えられており、特に螺貝形の引手は七宝の技法が用いられている
。
一の間の手前（北）には板敷の膳組所がある。ここには竈（くど）構えがあり、竹と葭で編んだ低い垣をめぐらし、隅には平面三角形の棚を設ける。二の間は6畳間で違棚を設ける。隣の茶室境の襖と、違棚の壁の上部は一面に藍染の加賀奉書を張る。違棚壁の下部には変形（瓢箪形）の下地窓を開ける。この下地窓は壁の裏の茶室側では点前座の風炉先窓となっている。茶室は3畳台目で東側に躙り口、南側に床（とこ）、西側に点前座を設ける。8か所に窓を設けるところから、「八ツ囲の席」と呼ばれている。客座の天井は真菰の白糸編を張り、竹の竿縁で押さえている。炉は台目切とし、炉に接して型通りに皮付で湾曲した中柱を立てる。中柱は中ほどに短い枝を1本残しており、これは茶入袋掛けとなっている。

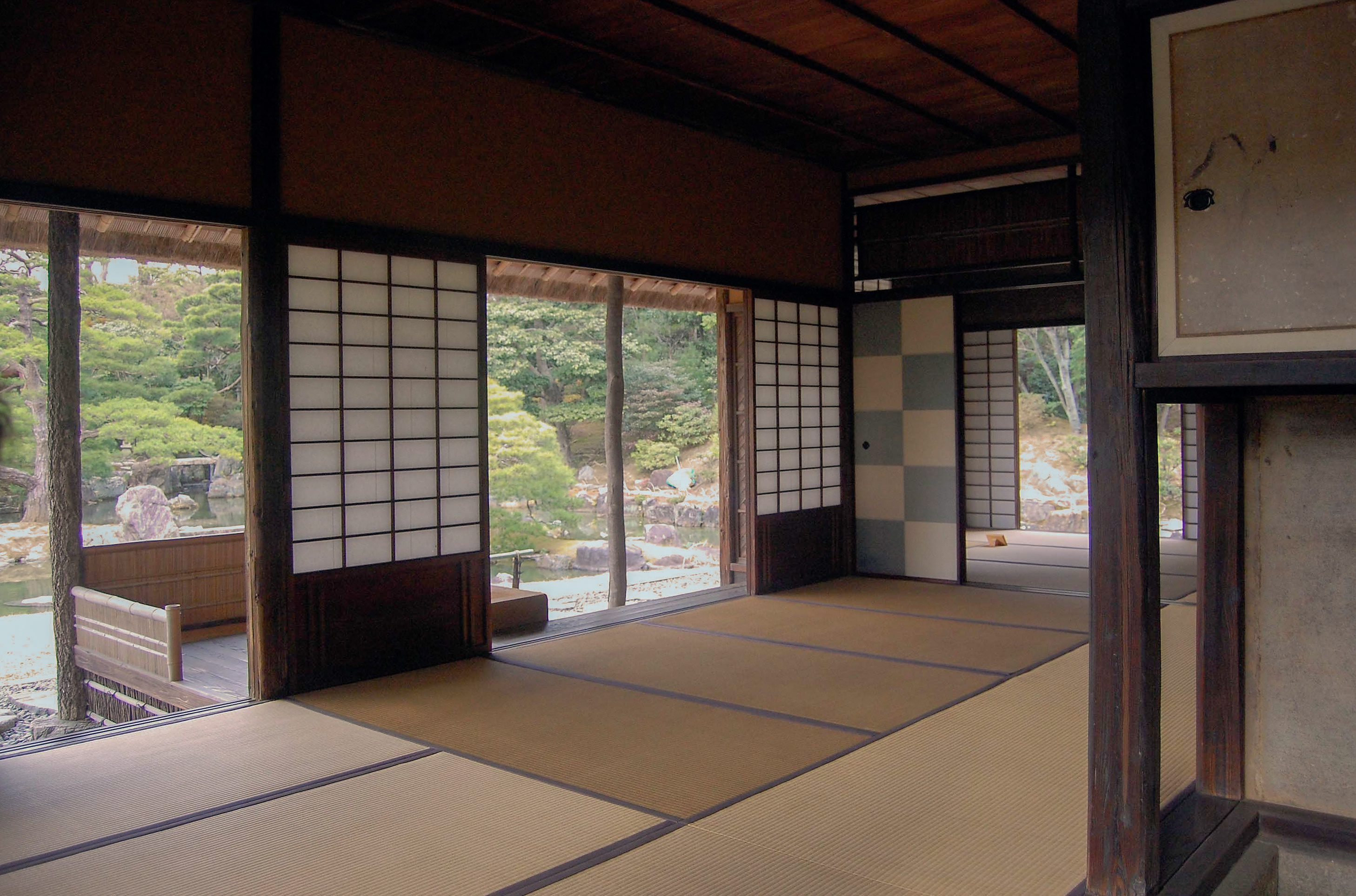
松琴亭一の間
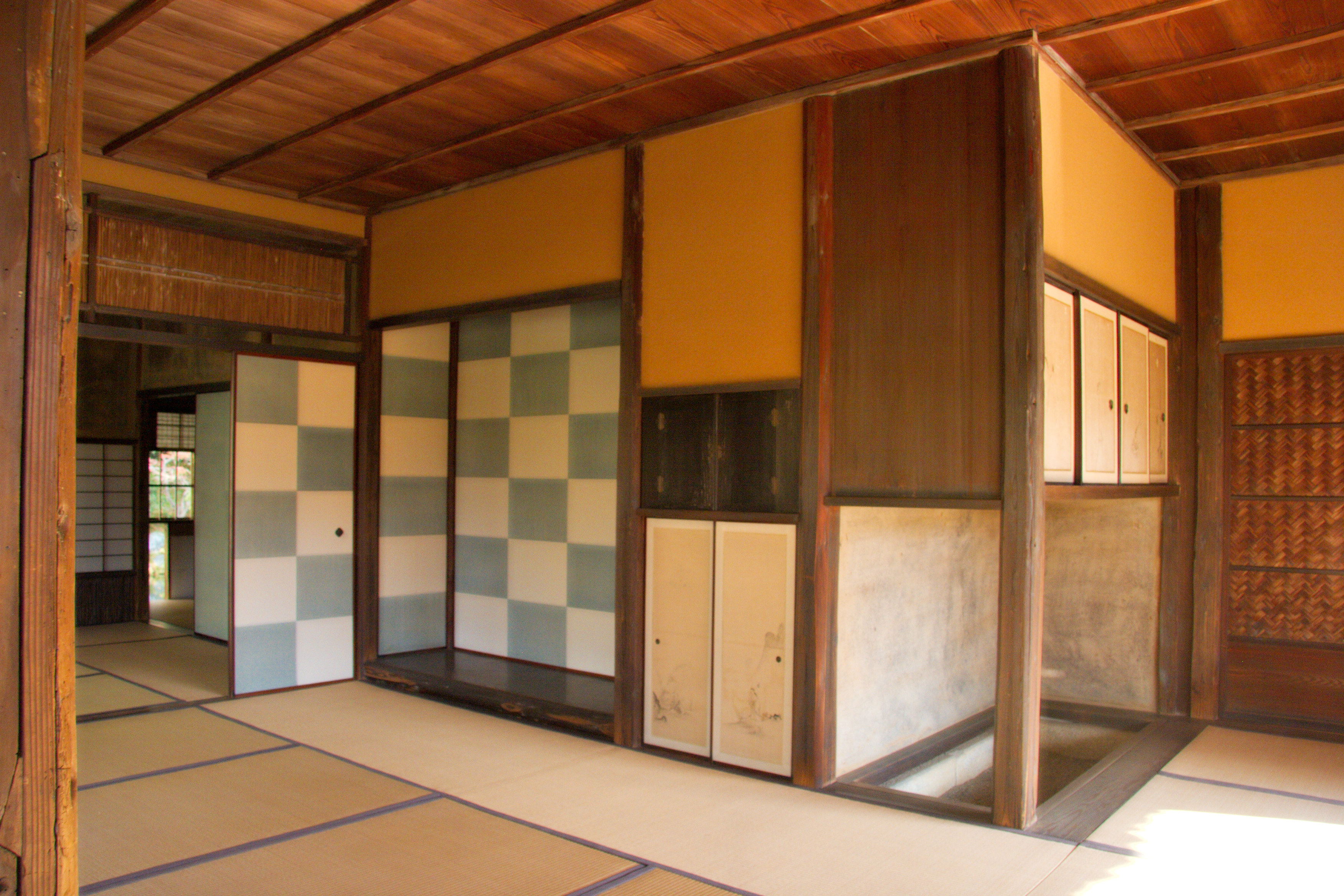
松琴亭一の間（市松模様の床の間と石炉）
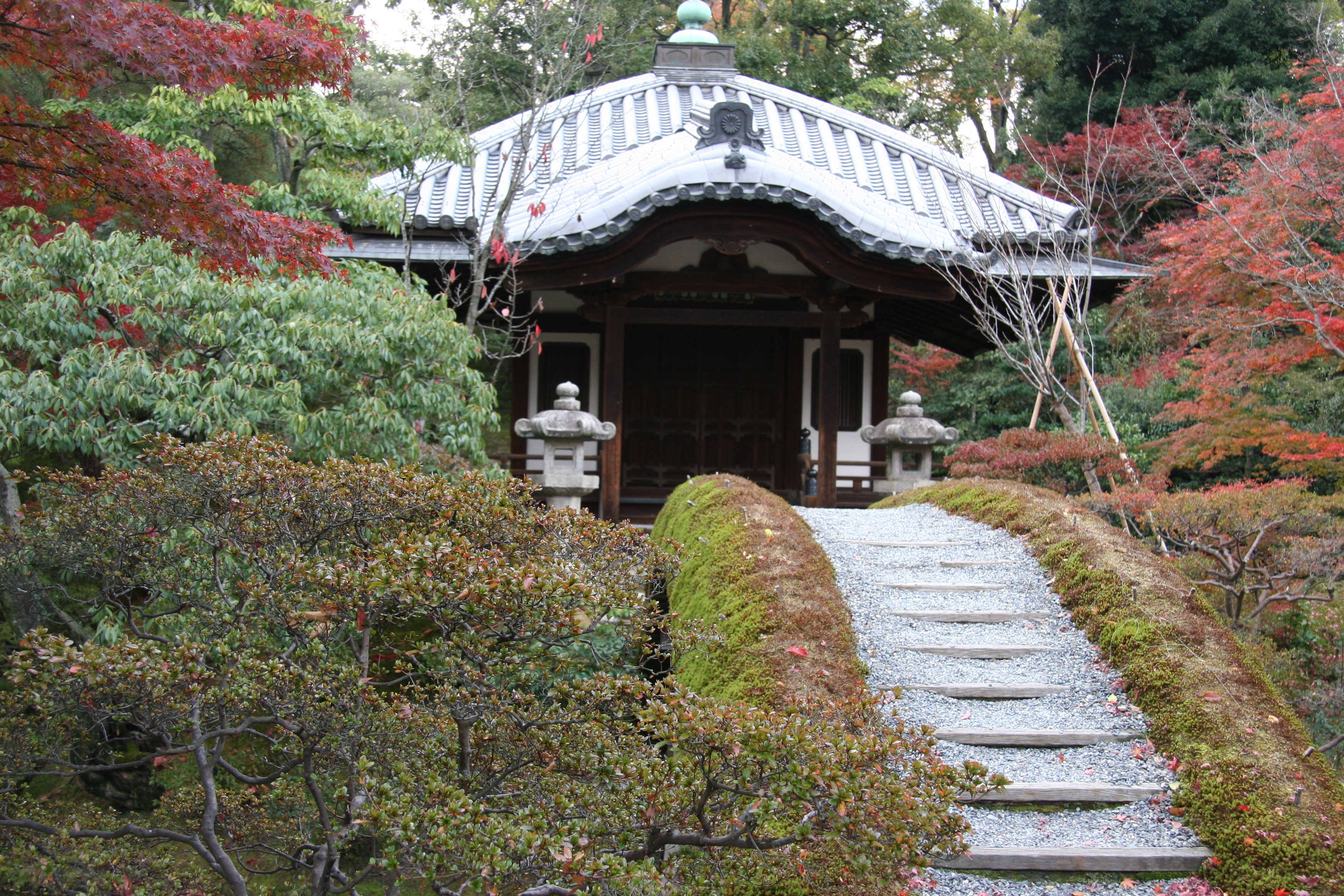
園林堂
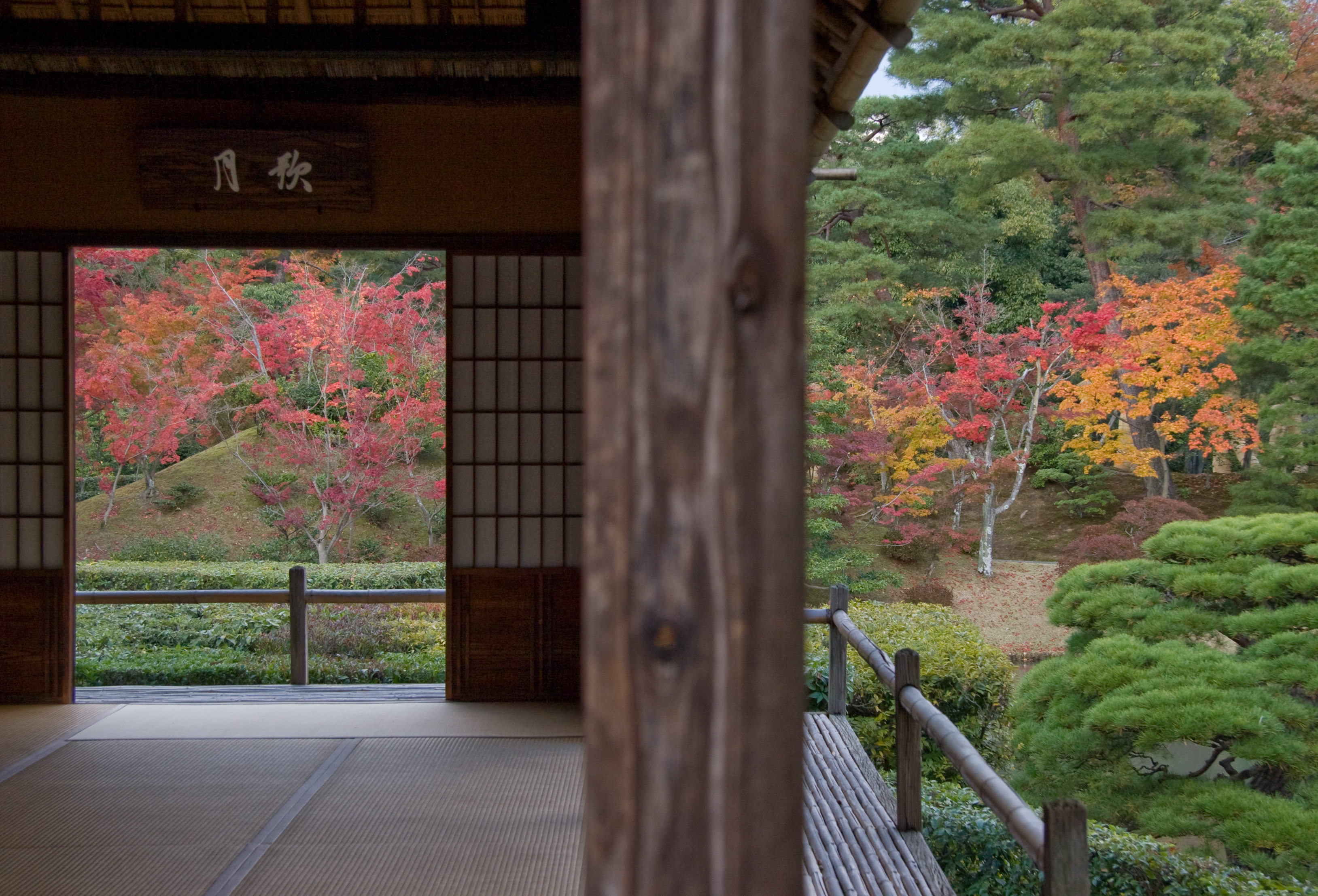
月波楼

### その他の建物

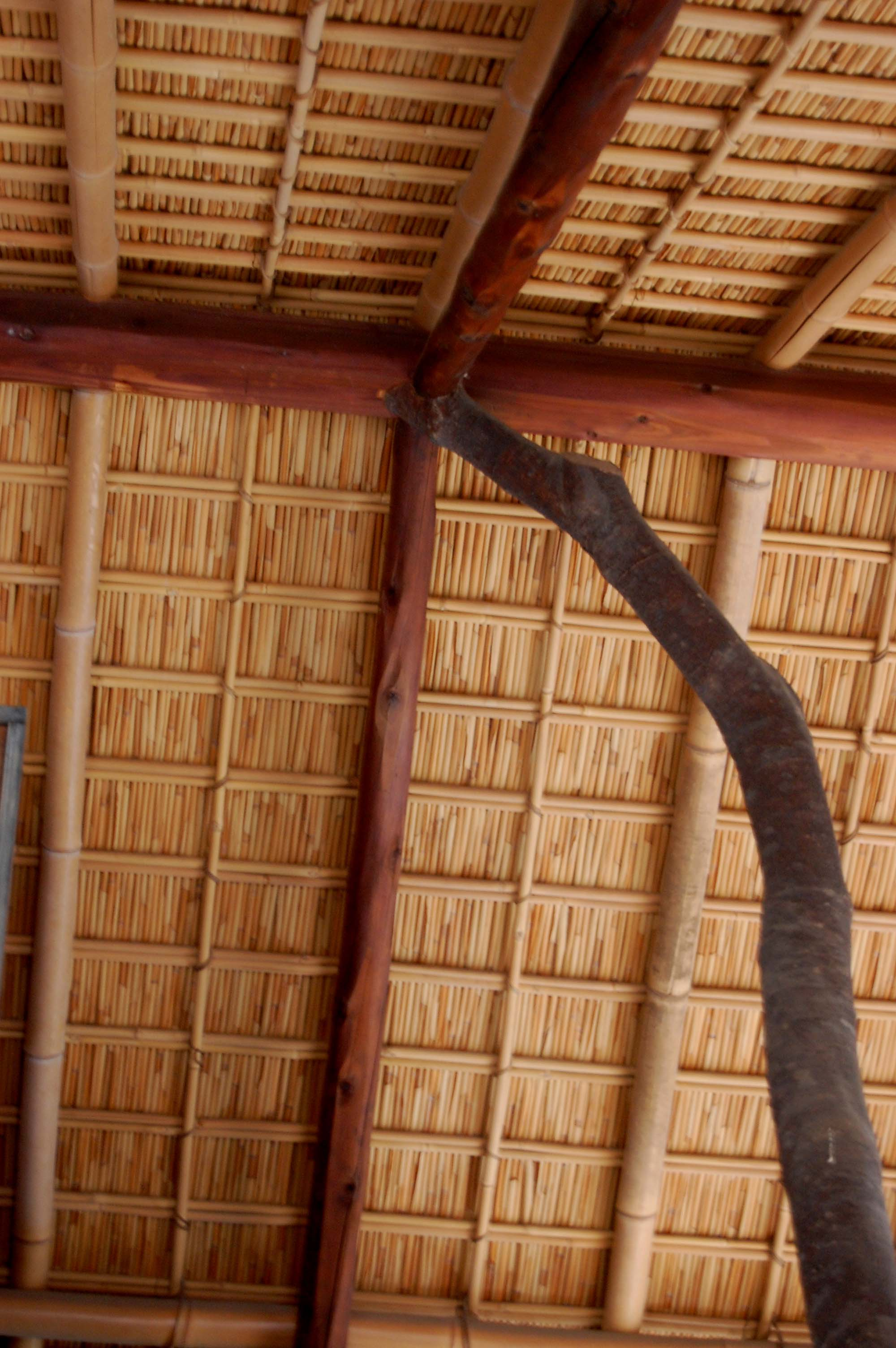
月波楼の化粧屋根裏と曲木の束

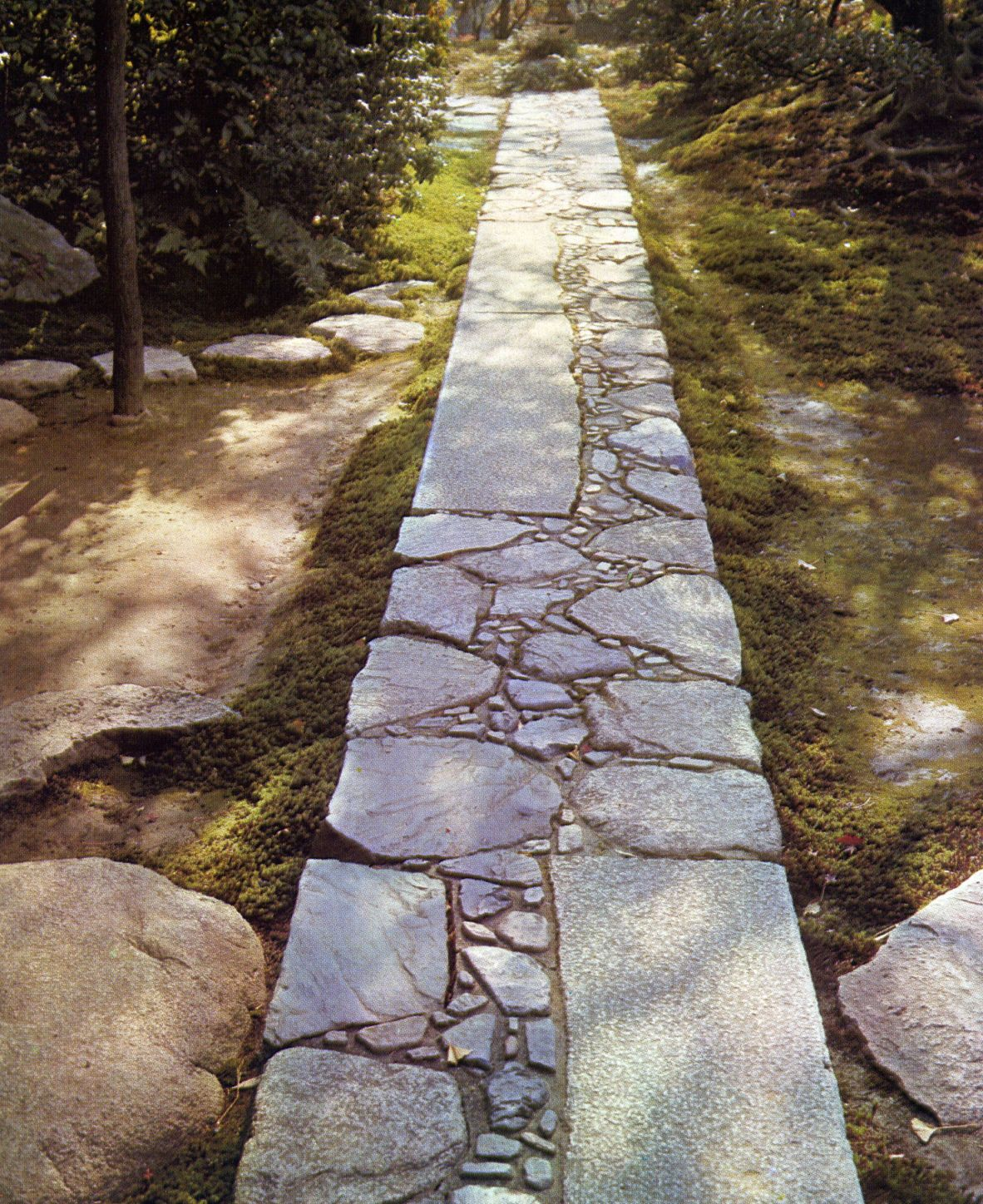
外腰掛前の延段

笑意軒は、池の南岸、離宮敷地の南端近くにある茶屋で、池に面した北側を正面とする。建物名は李白の『山中問答歌』の句、「問余何意栖碧山 笑而不答心自閑」（余に問ふ何の意ありて碧山に栖むと。笑ひて答えず心自ずから閑かなり）に由来する。笑意軒前の池の岸は、直線的な切石で構成した船着場になっている。建築面積は63平方メートル。寄棟造、茅葺の屋根の北・東・西の三方に杮葺の庇をめぐらし、東側には杮葺の突出部がある。北側正面は深い土庇となり、大小の飛石を配置し、榑縁を設ける。寄棟造の主体部の東側は手前が「口の間」、その奥が「中の間」であり、これらの西に「次の間」、建物西端には板敷の「膳組の間」がある。中の間の東側の突出部には3畳で床（とこ）、付書院付きの「一の間」があり、その東に納戸、東端に厠がある。口の間の外に面した壁の内法上は、円形の下地窓を左右に6個並べた独特の意匠となっている。下地窓の上方に掛けられた「笑意軒」の扁額は、曼殊院良恕法親王（智仁親王の兄）の筆である。中の間、次の間は南に面して大きな開口部を設け、南側の農地が見える。この建物は公家住宅に存在した「物見」と同様、邸内から外部の様子を眺めるための建物という性格をもっている。中の間は2間の間口一杯に窓を設けるが、この窓の下の腰壁に独特の意匠を施す。この腰壁は横に細長いが、その中央部分を平行四辺形に区切って、そこに金箔を張り、左右の直角三角形のスペースには市松文様の天鵞絨（ビロード）を張る。なお、この腰壁が現在のようなデザインになったのは、八条宮7代目の家仁親王が修理を加えた時からで、当初は腰壁全面に天鵞絨が張られていた。口の間東側の杉戸外面の引手は矢羽根形、口の間・中の間・次の間の襖の引手は船の櫂の形とする。襖には山水や花鳥が描かれていたが、剥落が著しい。昭和の修理時に、一の間・納戸境の襖の下張りから承応4年（1655年）の年紀が発見され、この年が建立時期の上限である。
月波楼は、池の西岸、古書院の北側にある茶屋で、南を正面とし、池に面した北側と東側には石垣を築く。建築面積は26平方メートル。寄棟造、杮葺とする。建物名は白居易の『西湖詩』の「月点波心一顆珠」（月は波心に点じ一顆（ひとつぶ）の珠）という句に由来する。中央の土間を囲んで東に「中の間」、北に「一の間」、西に板敷の「膳組所」があり、中の間の手前に「口の間」が突出する。松琴亭が冬向きの茶屋とされるのに対し、こちらは夏向きの茶屋とされている。一の間にのみ竹の竿縁の天井を張り、他の部分は化粧屋根裏として、竹垂木、竹木舞、葭簀の野地からなる屋根裏をそのまま見せる。直線的な材が多い中で、棟木を支える束に1本だけ皮付の曲がった材を用いているのが目立つ。土間には「渡海朱印船の絵馬」と称する額が掛かっているが、剥落が著しく、図柄は定かでない。二の間は池に面した東面と西面に竹簀子の縁を設ける。二の間の「歌月」の額は後水尾天皇の筆とも霊元天皇の筆ともいう。膳組所は南東に長炉を設け、北西に竈、袋棚、釣棚を設ける。西側には水屋（流し）があり、床面近くに横長の下地窓を開ける。昭和の修理時に襖の下張りから承応元年（1652年）の年紀が発見され、この年が建立時期の上限である。
賞花亭は、池の南側にある大きな島の頂上よりやや西に北面して建つ。皮付柱を用いた、間口2間の小規模で素朴な茶屋であり、「峠の茶屋」と呼ばれる。建築面積は12平方メートル。切妻造、茅葺とする。中央の土間を囲んで「コ」の字形に4枚の畳を敷く。北側正面と西面の大部分は吹き放し、西面の袖壁と東面の壁にもそれぞれ大きな下地窓を開ける、開放的な構えになる。土間に炉と竈を設ける。南側には水屋を設け、その上を竹の連子窓とする。南側壁に掛かる「賞花亭」の額は曼殊院良尚法親王（智仁親王の子）の筆。この建物はもとは今出川の八条宮本邸にあった「龍田屋」という小亭を移築したもので、使用する時は「龍田屋」の字を白と紺で染めた暖簾を掛けたという。古図によれば、この建物はもとは中島の山頂に、現在とは逆に南向きに建っていた。前述の「賞花亭」の額が書かれたのが宝暦13年（1763年）であることから、同年頃に現在の位置に移され、方位も変更されたとみられる。なお、この建物は昭和9年（1934年）の室戸台風で倒壊し、翌年に新材で復元されたものである。
園林堂は、池の南側にある大きな島の西端に建つ持仏堂で、離宮内で唯一の本瓦葺の建物である。宝形造、本瓦葺で、正面に唐破風を付し、正面と両側面の三方に銅板の庇をめぐらす。周囲には高欄付の縁を設ける。なお、小屋組の構成からみて、当初は瓦葺ではなく軽い屋根葺材（檜皮か杮）が用いられていたと推定される。堂内は板敷、格天井で、奥には間口一杯に仏壇を設ける。かつては楊柳観音画像と細川幽斎（智仁親王の和歌の師）の画像が祀られていたが、これらは別途保管され、現在は堂内に何も祀られていない。仏壇の手前には横長の火頭形の枠があり、紗を張った障子を立てる。仏壇の奥壁は金箔張りとする。仏壇の上部は菱格子の欄間とし、仏壇の下は上下の框の間を縦方向に三等分し、それぞれに格狭間を入れる。火頭枠と欄間の菱格子の組子は黒漆塗、火頭枠の外側の羽目板や格挟間の外側の壁面は春慶塗、格挟間の内側は金箔張りとする。堂の周囲には黒石を敷き詰めた雨落敷をめぐらすが、この雨落敷の上をまたいで横断する形で、方形切石の飛石が設けられており、桂離宮における奇抜なデザインの一例として知られている。

### 庭園

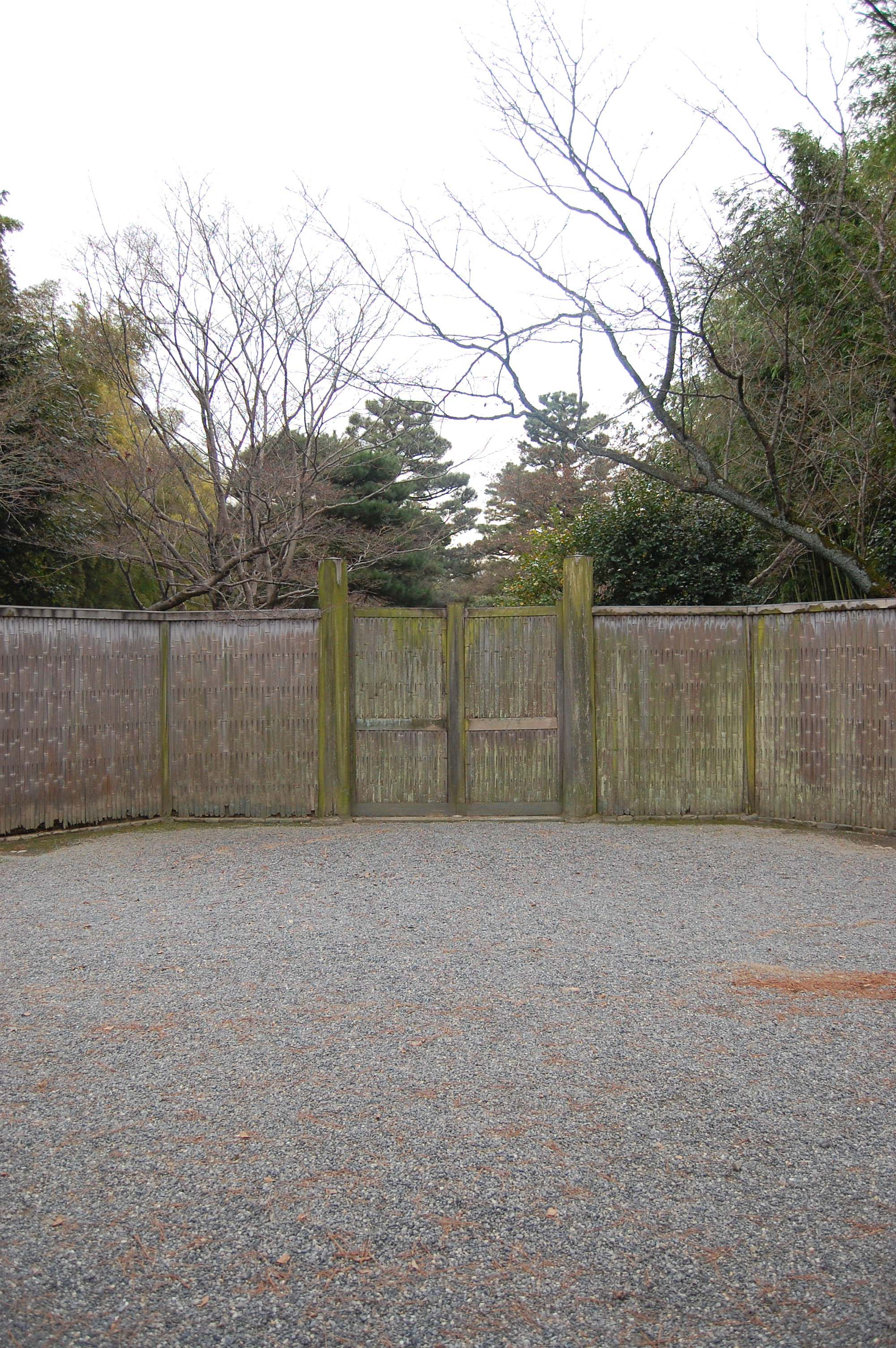
表門

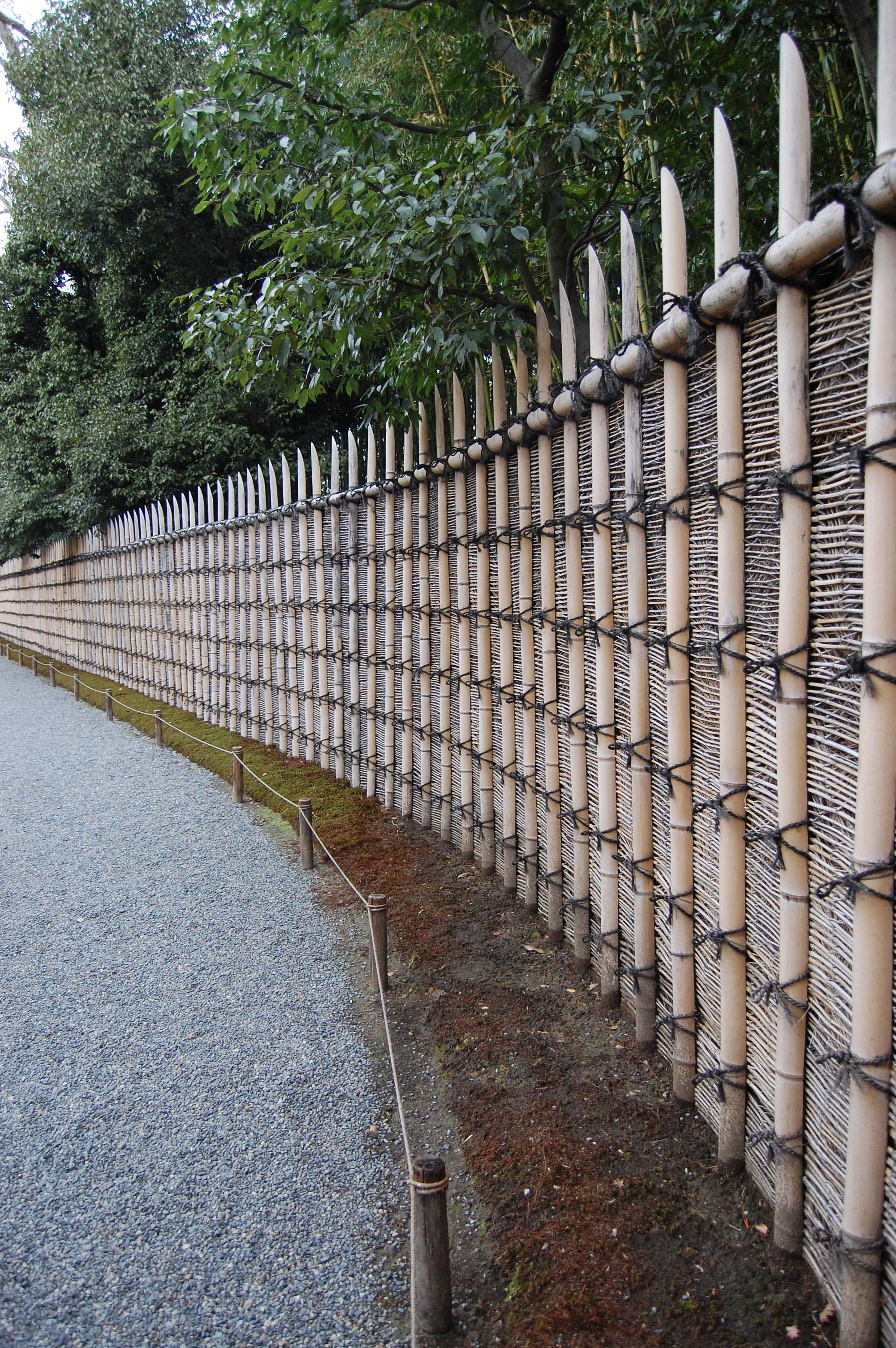
穂垣

桂垣 - 敷地東縁、桂川の堤防沿いに230メートルにわたって作られている垣根である。敷地の外側から見ると普通の生垣に見えるが、実際は、敷地内に生えている竹を、根が生えたまま無理やり傾けて竹垣の上に乗せ掛け、葉の付いたまま編み込んだものである。
穂垣 - 表門から通用門までの間に伸びる垣根である。頂部を斜めに削いだ竹の柱を等間隔に立て、間を穂竹でつないだものである。
表門 - 庭園の北端に開く正門で、御成門ともいう。丸太の門柱の間に、割竹を組んで造った両開きの門扉を取り付けたのみの簡素な門である。一般参観者はこの門ではなく、南西にある通用門から出入りする。
御幸門 - 前述の表門を入って真っ直ぐ進んだところにある。後水尾院と東福門院の行幸のために建てられたと伝えられている。切妻造茅葺の素朴な門で、格式の高い四脚門ではなく、棟門形式とする。柱と桁には皮付のアベマキ材を使用する。門の手前脇にある方形の切石は「御輿石」と称し、天皇の輿を下す場所だという。
御幸道 - 御幸門を入って右折し、古書院へと向かうアプローチである。道の石敷は「霰こぼし」と称し、青黒い賀茂川石の小石を長さ44メートルにわたって敷き並べ、粘土で固めたものである。突き当りの土橋を渡って古書院に至る。
中門 - 古書院の御輿寄（玄関）前の壺庭への入口となる、切妻造茅葺の門である。門へのアプローチの右手には黒文字垣がある（黒文字は樹の名称）。
住吉の松 - 前述の御幸道を通って土橋を渡り、古書院へ向かう道筋で左方を見るとこの松がある。この松は池に突き出した岬の突端にあり、池の眺めをさえぎっているため、「衝立の松」とも称する。池の眺めをあえて遮り、訪問者が古書院に上がって、そこの広縁から外を眺めたときに初めて池の全景が見えるようにという配慮のもとにこの松が植えられているという。かつては池の対岸にこの松と対をなす「高砂の松」という古木があり、「住吉の松」「高砂の松」がそれぞれ古今和歌集と万葉集を表していたという。
外腰掛 - 前述の御幸道の途中から左に入り、飛石を伝っていくと、外腰掛がある。これは、松琴亭で茶会が催される際の待合になる。正面3間、側面1間で、茅葺屋根を架す。柱は皮付クヌギ材で、曲木の梁を渡し、屋根裏は葭を竹垂木で押さえている。奥には板腰掛を設け、北端に飾り雪隠がある。
松琴亭付近の茶庭 - 桂離宮の池は大小5つの島があり、入江や浜が複雑に入り組んでいる。中でも松琴亭がある池の北東部は洲浜、滝、石組、石燈籠、石橋などを用いて景色が演出されており、松琴亭に属する茶庭（露地）として整備されている。前述の外腰掛の向いの小山は「蘇鉄山」と称され、薩摩島津家の寄進という蘇鉄が植えられている。外腰掛前には延段（敷石道）が池の方向へ向かって伸びている。この延段は自然石と切石を混ぜたもので、古書院御輿寄前の「真の延段」、笑意軒前の「草の延段」に対して「行の延段」と呼ばれる。延段の北端には「二重升形手水鉢」と称する手水鉢がある。延段をはずれ、飛石の上を歩くと急に池の展望が開け、入江を挟んだ対岸の松琴亭や周囲の石組が目に入る。周囲には「洲浜」「天橋立」などの景色が造られている。洲浜は青黒い賀茂川石を並べて海岸に見立てたもの。天橋立は小島2つを石橋で結び、松を植えで丹後の天橋立に見立てたものである。古図によれば、かつてはこの入江をまたいで池の北岸から松琴亭側に渡る朱塗の橋が架けられていたが、今はない。松琴亭に至るには、池の東岸へ回り込んで、白川橋という石橋を渡ることになる。白川橋は長さ5.7メートル、幅33センチ、切石製で反りのない直線的な橋である。この橋は「加藤左馬助進上の奥州白川石」であるとする伝承があった。しかし、奥州白川石は安山岩であって、石の種類が異なり、この白川橋は京都の白川石を用いて造ったものとされている。橋を渡ったところには池中に数個の飛石を配した「流れの手水」というものがある。池水に直接手を浸して手水を使うという趣旨である。松琴亭の東側の山上には「四ツ腰掛」という待合がある。これは松琴亭での茶事の中立の際に使用されるもので、2.83メートル四方、茅葺宝形屋根の下に4つの腰掛を並べる。この腰掛の配置が漢字の「卍」に似ることから「卍字腰掛」ともいう。現存するものは文化2年（1802年）の再建である。

### 石燈籠
桂離宮には24基の石燈籠がある。別名「切支丹燈籠」と呼ばれる「織部燈籠」は古書院御輿寄前などにある。他に「水蛍燈籠」（賞花亭付近）、「三角燈籠」（笑意軒延段付近）、「三光燈籠」（笑意軒舟着き北岸）、「雪見燈籠」（笑意軒舟着き北岸）などがある。

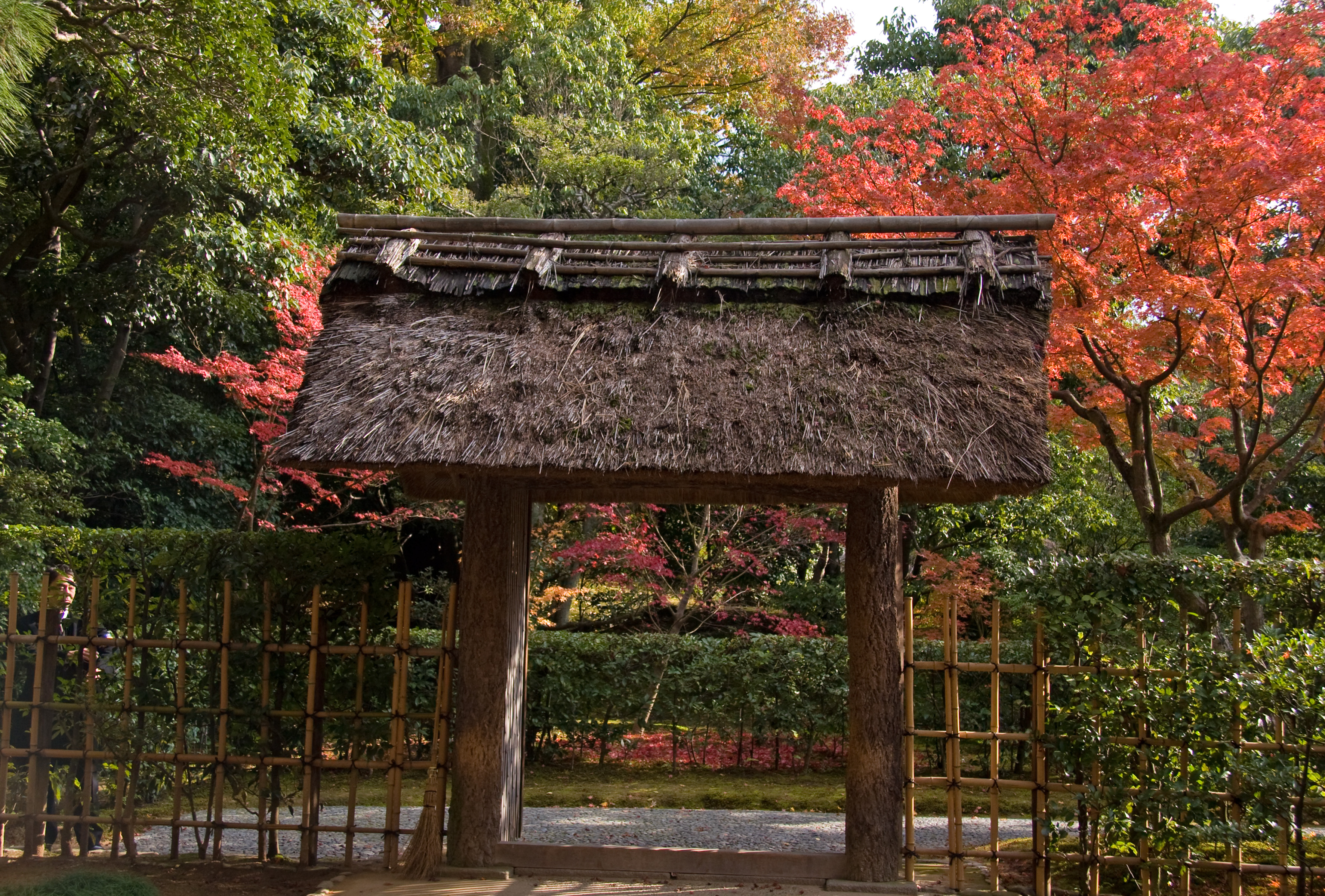
御幸門
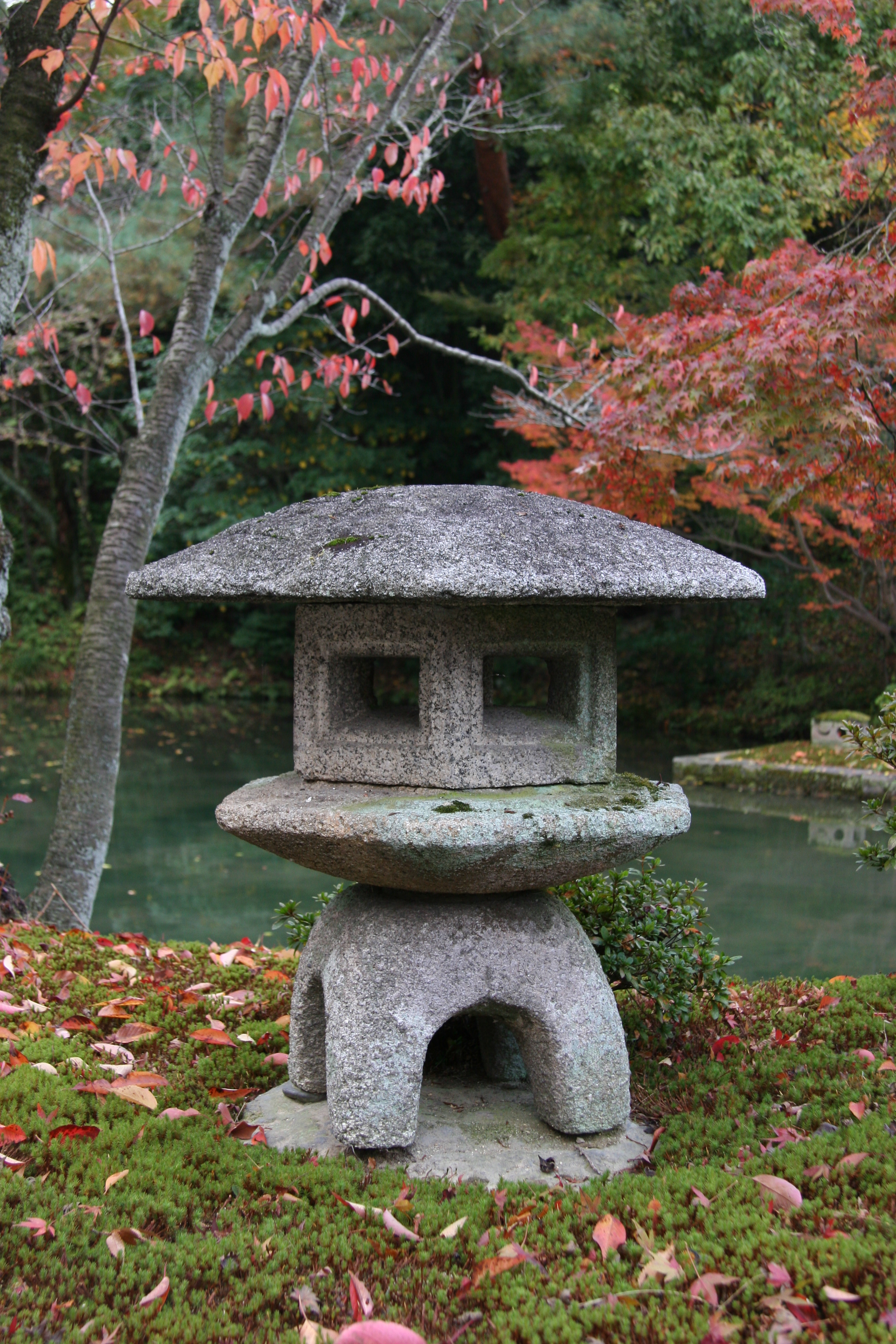
雪見燈籠
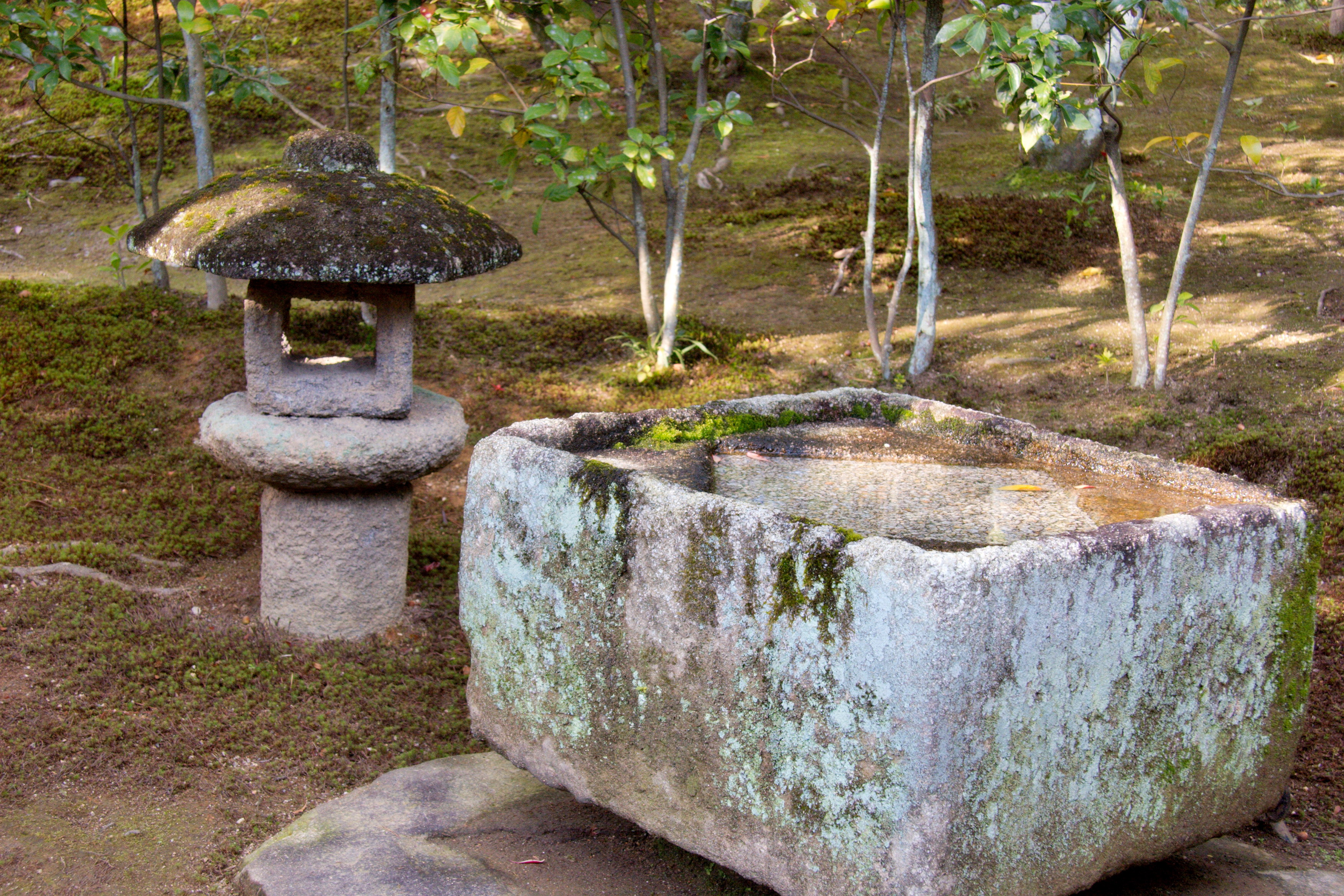
二重桝形手水鉢と石燈籠（外腰掛近く）
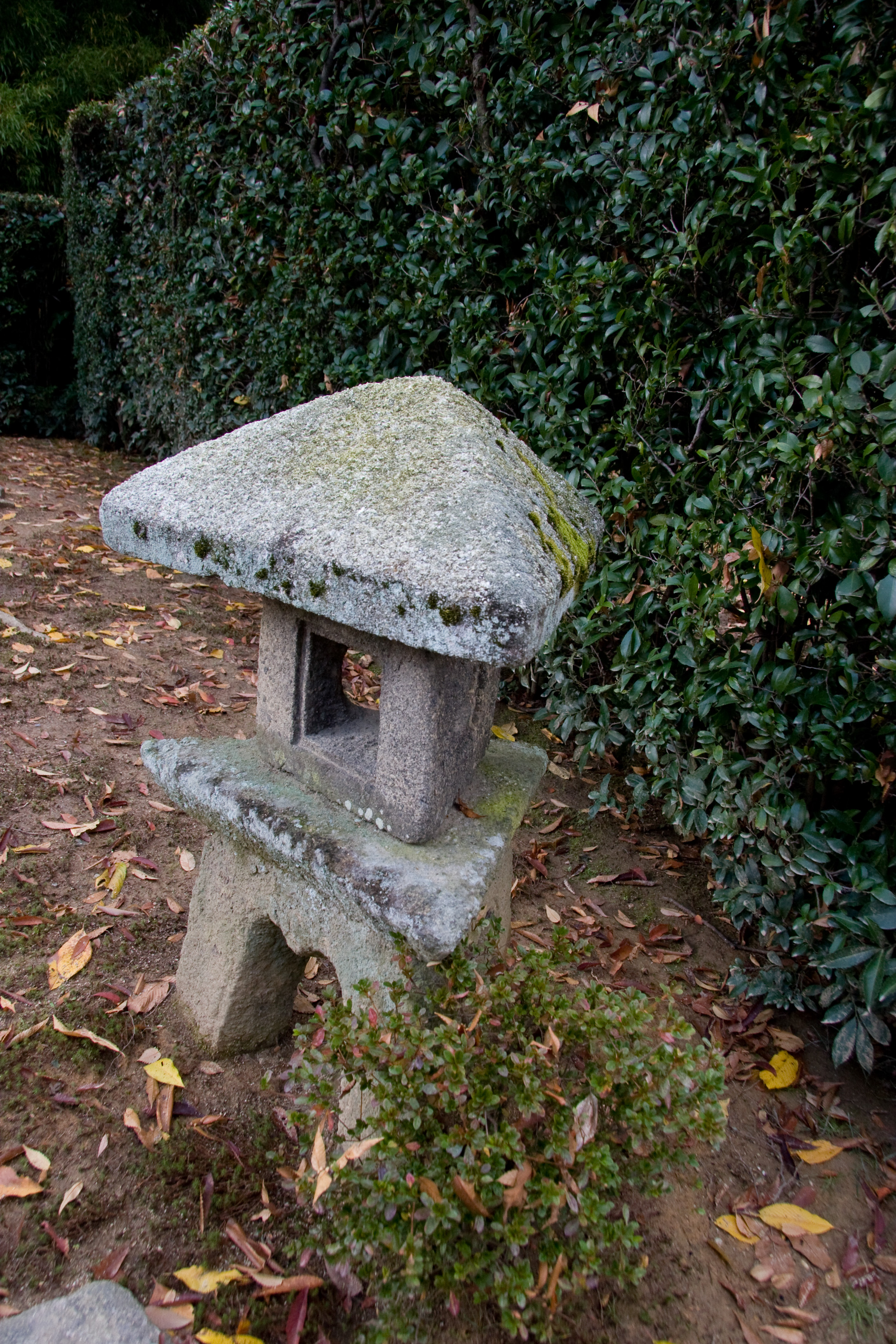
三角燈籠

## 桂宮家本邸（京都御苑内）
京都御苑の北には桂宮家の本邸庭園が今も残る。敷地の周囲は築地塀で囲まれており、表門と勅使門の2つの門が残る。内部には、幕末に京都御所が焼失し再建されるまでの間、孝明天皇が桂宮邸を仮皇居にした際に造園された庭園跡と池跡が残る。建物群は明治時代中期に元離宮二条城本丸に移築されてしまっているが、修復工事を経て2022年5月20日から一般公開されている。
この桂宮家本邸には、桂宮第12代淑子内親王（仁孝天皇第3皇女）の異母妹、和宮親子内親王が、1860年（万延元年）2月から1861年(文久元年)10月、徳川家茂に降嫁するまでの1年8ヵ月間居住し、ここから江戸に向けて出立している。
平成18年（2006年）、同じ四親王家の一つである閑院宮邸跡の庭園と御殿が整備後一般公開されて話題を呼んだことから、桂宮邸もそうすべきだとの意見がある。閑院宮邸の庭園および建物群は以前、環境省が使用し非公開だった。

## 参観
参観は予約制となっており（外部リンクの参観案内も参照）、インターネット予約・往復はがき予約・京都事務所参観窓口での予約のいずれかの方法で予約を行う。インターネット予約と往復はがき予約は多くの日で希望者が多く、すぐに定員一杯になることが多い。京都事務所参観窓口での予約は、京都御苑内の京都御所清所門のすぐ西側にある宮内庁京都事務所参観窓口に、参観希望日の前日までに直接出向いて予約する方法で、この方法は比較的予約しやすいとされる。なお、参観時間は1日24回。参観料は1000円で、現金やクレジットカード、交通系電子マネーで支払いができる。
この方法に加えて、参観希望者の利便性をより高めるため、2016年8月10日から当日受付が開始された。これは、桂離宮の参観入口の脇に当日受付所が設置され、当日の午前11時から受付開始。当日に予約できるのは午後1時30分からの3回で、1回につき20人プラス事前予約で空きがあった人数が当日受付枠である。空きがあれば午後に出向いても当日受付ができるが、悪天候の日でもない限り11時の時点で受付可能な人数がすでに並ぶことが多い。
いずれの方法も1回で4人まで予約できるので、京都事務所参観窓口での予約や当日受付に参加希望者全員が出向く必要はない。この2つの方法は予約時にも代表者の身分証明書が必要である。なお、2018年11月までは18歳未満の者の見学はできなかったが、11月以降の有料化に伴い、中学生以上から参観可能になり、中高生は参観料が無料となった。保護者が乳児を抱いて入場することはできない。
月曜日（祝日の場合は翌日）、年末年始（12月28日から1月4日）、行事等の実施のため支障のある日は休みである。
参観所要時間は1時間弱。参観はグループ行動が求められ、宮内庁職員の案内が付き、監視役の宮内庁職員か皇宮警察官が最後から付いてくるため、写真撮影などでグループから大きく離れたり大きく遅れることは不可能である。

### 交通アクセス
- 阪急京都本線および阪急嵐山線、桂駅下車徒歩20分。または桂駅東口バス乗り場から京都市営バスまたは京阪京都交通バス、京都駅前行きに乗車、「桂離宮前」下車後徒歩8分。

## テレビ番組
- 桂離宮～京都市桂離宮から～（1959年3月1日、NHK）[84]
- 桂離宮（1968年11月3日、NHK）[85]
- 桂離宮（1977年1月3日、NHK）[86]
- NHK特集 「桂離宮」 ―よみがえる日本の美―（1982年3月29日、NHK）[87]
- 名園散歩 「公家の庭・桂離宮」（1985年5月18日、NHK教育）[88]
- 名園散歩 「永遠なるもの」 ―桂離宮庭園―（1985年8月6日、NHK-BS1）[89]
- NHKアーカイブス －日本の自画像－ 桂離宮～昭和の大修理（2002年3月17日、NHK）[90]
- プロジェクトX〜挑戦者たち〜 桂離宮 職人魂ここにあり 空前の修復作戦（2003年9月2日、NHK）[91]
- 夢の美術館 第10回：世界の名建築100選（2008年1月27日、NHK）[92]
- NHKスペシャル 桂離宮 知られざる月の館（2009年1月4日、NHK）[93]
- トラッドジャパン 「桂離宮」（2009年9月15日、NHK教育）[94]
- トラッドジャパン・ミニ 「桂離宮」（2010年9月17日、NHK教育）[95]
- プレミアムアーカイブス ハイビジョン特集 「桂離宮　知られざる王朝の美」（2013年1月7日、NHKデジタル衛星ハイビジョン）[96]
- NHKスペシャル 「驚異の庭園 ～美を追い求める 庭師たちの四季～」（2024年2月11日、NHK）[97]

## 関連図書
- 藤島亥治郎『桂離宮』番町書房、昭20(1945)
- 藤島亥治郎『桂離宮』推古書院　昭25(1950)
- 森蘊『桂離宮』創元社1951
- 森蘊『桂離宮の研究』東都文化出版 1955
- 島田貫一郎写真集『桂離宮 The Katsura Place』岩崎書店、1959
- 石元泰博、ワルター・グロピウス、丹下健三、ヘルベルト・バイヤー『桂』1960、イェール大学出版局（日本語版：造形社）
- 石元泰博『桂』改訂, 中央公論社,1971
- 久恒秀治『桂御所』新潮社　1962
- 日本の美術20　桂と日光、平凡社、1964
- 内藤昌『新桂離宮論』 鹿島出版会 SD選書 1967年2月
- 内藤昌（文）・西川孟（写真）『桂離宮』1977年 講談社
- 京都新聞社編『桂離宮　修学院離宮』鹿島出版会、1974
- 名宝日本の美術21　斎藤英俊（文）・岡本茂男（写真）、小学館 1982
- 現代日本写真全集 第7巻 日本の心 京の離宮　1982 集英社 西川孟（写真）
- 渡辺祐蔵編『京の離宮 桂離宮・修学院』共同通信社(1983)
- 西和夫『わが数寄なる桂離宮 時のかなたからの証言』彰国社 1985
- 日本美術全集16巻『桂離宮と東照宮 江戸の建築I・彫刻』大河直躬・伊東龍一編著、講談社、1991年
- 西和夫『桂離宮物語―人と建築の風景』筑摩書房 (ちくまライブラリー) 1992
- 日本名建築写真選集 第19巻、伊藤ていじ、大和智、十文字美信『桂離宮』新潮社 1993
- 鈴木嘉吉、中村昌生編、田畑みなお写真『桂離宮』小学館 1995
- 俵万智、十文字美信『桂離宮 とんぼの本』新潮社、1996年。ISBN 4-10-602043-2。
- 佐藤理『桂離宮の建築　昭和・平成の大修復全記録 』木耳社　1999
- 原田多加司『檜皮葺と柿葺』学芸出版社、1999。ISBN 4-7615-2222-4。